# Богомоли
Богомоли, або богомолоподібні, (Mantodea) — ряд комах надряду тарганоподібні з неповним перетворенням. Мають характерний вигляд: у спокійному стані тримають передні ноги зігнутими й спрямованими вперед, наче моляться, звідки й походить їхня назва. Забарвленням та формою тіла богомоли нагадують частини рослин. Усі богомоли є хижаками, які зазвичай полюють із засідки на дрібних комах та павукоподібних, хоча великі види можуть їсти й дрібних хребетних. Відомо близько 2400 видів богомолів від дрібних до великого розміру комах із видовженим тілом, які переважно поширені в зонах тропічного та субтропічного клімату по всій Землі, окремі види живуть у помірній зоні.
Людина здавна спостерігала за богомолами та надавала їм сакрального значення. У культурі богомоли відомі статевим канібалізмом, тому часто є символом сильної та агресивної жінки. Незвичайний зовнішній вигляд богомолів цінується любителями, які тримають їх як домашніх улюбленців, а також сприяє зображенню цих тварин у мистецтві, на марках, монетах тощо.

## Опис

### Зовнішня будова
Богомоли мають видовжене, відносно струнке тіло. Розміри тіла сильно варіюють. Це середнього або великого розміру комахи, з довжиною тіла від 12 до 130 мм.

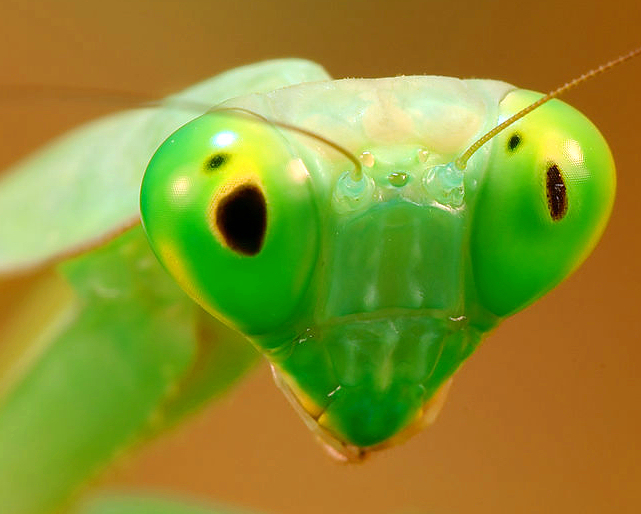
Характерна будова голови богомола на прикладі Rhombodera basalis. Видно великі фасеткові очі, майже квадратний лобний щиток між ним з двома вертикальними складками, антени, 3 простих вічка між основами антен

Голова богомолів зазвичай трикутна через дуже великі округлі чи конічні фасеткові очі, які виступають із боків. Фасеткові очі на верхівках можуть мати вирости, що не пов'язані із зоровою функцією, бо позбавлені оматидіїв, а виконують роль частини загального маскування тіла. З передньої частини голови між складними очима знаходиться лобний щиток (фронтальний склерит), форма якого має важливе значення при визначенні виду богомола, оскільки часто має виступи, горбики, складки тощо. Голова не прикрита передньоспинкою, вільно рухається у всі боки на своєрідній «шиї», що також додає комасі вигляду «молільника». Окрім складних очей на тімені зазвичай наявні 3 прості вічка. На поверхні голови часто розташовані різноманітні кутикулярні вирости, які надають комасі дивного та незвичайного вигляду. Антени за невеликим винятком майже завжди нитчасті. Ротовий апарат гризучого типу з потужними зубчастими мандибулами. Нижньощелепні полапки 5-членикові, губні полапки складаються із трьох сегментів.
Передньоспинка зазвичай видовжена, але іноді розширена за допомогою бічних виростів. Вирости можуть надавати богомолу форми листка чи гілочки. Посеред передньоспинки часто наявний поздовжній киль. Передня зона передньоспинки зазвичай має розширення. Черевце довге і пласке, складається з 10 тергітів у обох статей, стернітів у самців 9, у самиць — 7. Перший сегмент утворює перехід до задньогрудей, останній несе несегментований тельсон. На кінці черевця наявні членисті церки, у самців також і грифельки.

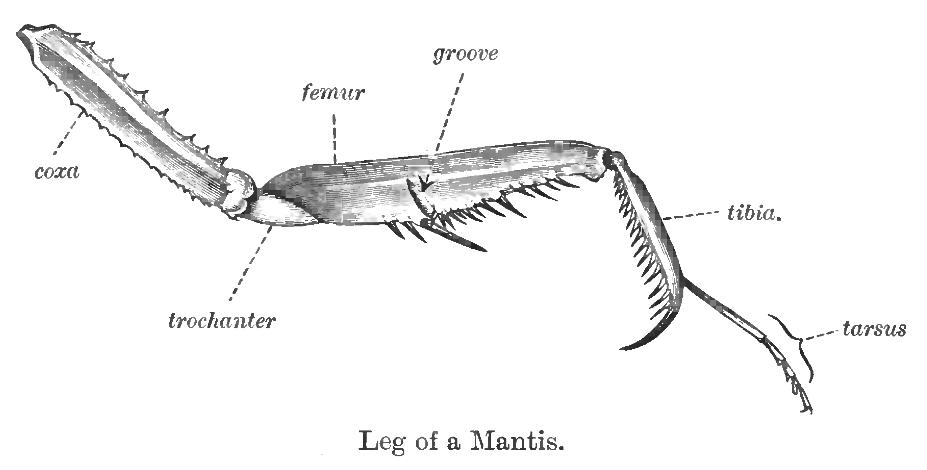
Будова передньої хапальної ноги богомола.
Coxa — тазик,
trochanter — вертлюг,
femur — стегно,
tibia — гомілка,
tarsus — лапка
(groove — канавка переднього стегна)

Ноги складаються з тазика, вертлюга, стегна, гомілки та лапки. Лапки в переважної більшості видів складаються з 5 члеників, іноді їх кількість редуковано до 3—4 (у богомолів роду Heteronutarsus). Дві задні пари ніг зазвичай довгі ходильні, що дозволяє богомолу за необхідності тримати тіло досить високо над поверхнею. Передні ноги хапальні. Переднє стегно має канавку, до якої передня гомілка може вкладатися як складаний ніж. Гомілка завжди коротша за стегно. Зазвичай переднє стегно має також довгі шипи, а гомілка озброєна гострими зубцями. Такі зубчасті кліщі дозволяють богомолу міцно утримувати здобич. Розташування та кількість шипів на передніх кінцівках є важливою таксономічною ознакою видів богомолів та використовується при їх визначенні. Розрізняють внутрішній ряд шипів (антеровентральний), що розташований ближче до тіла богомола, зовнішній ряд (постеровентральний), який знаходиться далі, обидва ряди є на гомілках та стегнах, та дискоїдні шипи, які розташовані тільки на нижній поверхні стегна.
Передні крила богомолів потовщені, напівпрозорі, виконують функцію надкрил, захищають задні. Задні крила зазвичай тонкі та широкі, складені як віяло, часто прозорі, іноді з малюнком. Деякі богомоли непогано літають (особливо більш тендітні та легкі самці), в інших видів крила вкорочені чи редуковані повністю разом із надкрилами.

#### Забарвлення

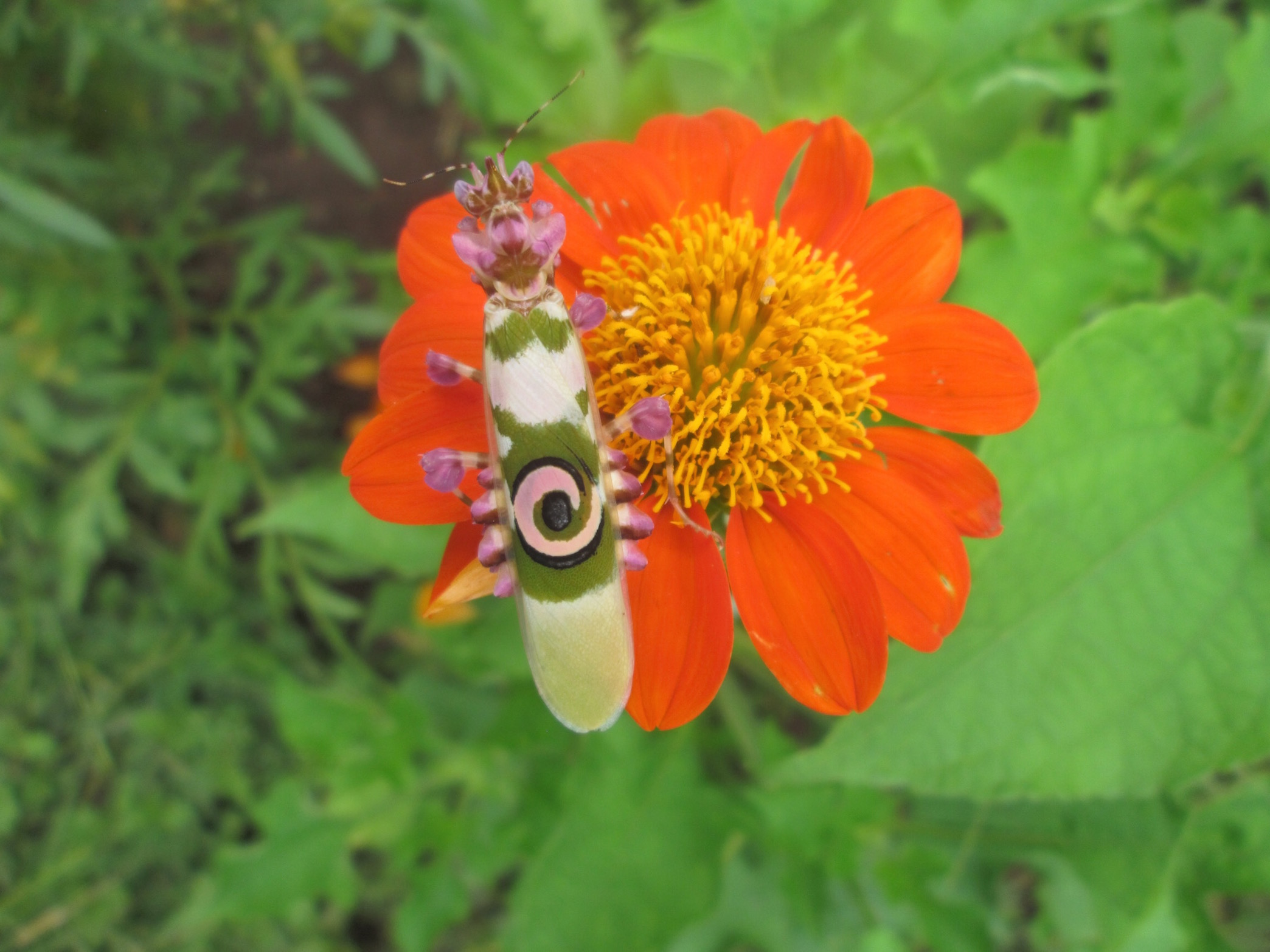
Яскраво забарвлений африканський богомол Pseudocreobotra wahlbergi на квітці цинії

Богомоли часто мають захисне маскувальне забарвлення, що допомагає їм зливатися з навколишньою рослинністю. Цьому сприяють також вирости кутикули в вигляді лопатей, рогів, шипів, які нагадують листя, гілки чи шипи рослин. Зазвичай богомоли забарвлені в зелені, бурі, жовтуваті кольори, хоча деякі тропічні види мімікрують під яскраві квіти, й тому можуть бути білого, яскраво-жовтого, рожевого кольорів (як, наприклад, орхідейний богомол). У низки видів, як у європейських богомола звичайного чи богомола плямистого, забарвлення може варіюватися від зеленого до вохристого, залежно від освітлення та вологості при линянні. Зелена личинка, таким чином, може стати на наступній стадії жовто-брунатною. Колір у цих богомолів визначається зеленим пігментом білівердином, який може окислюватися до бурого пігменту під дією світла. Також показано, що на зміну кольору можуть впливати й світлочутливі клітини кутикули.
Разом із тим, дорослі комахи можуть мати яскраві плями на ногах, грудях та крилах, які вони демонструють хижакам чи іншим богомолам, щоб відлякати їх. Під час таких демонстрацій богомоли часто широко розправляють передні ноги та крила, виглядаючи більшими в очах супротивника, деякі види додатково створюють шиплячі звуки, швидко витискаючи повітря крізь дихальні отвори на черевці.

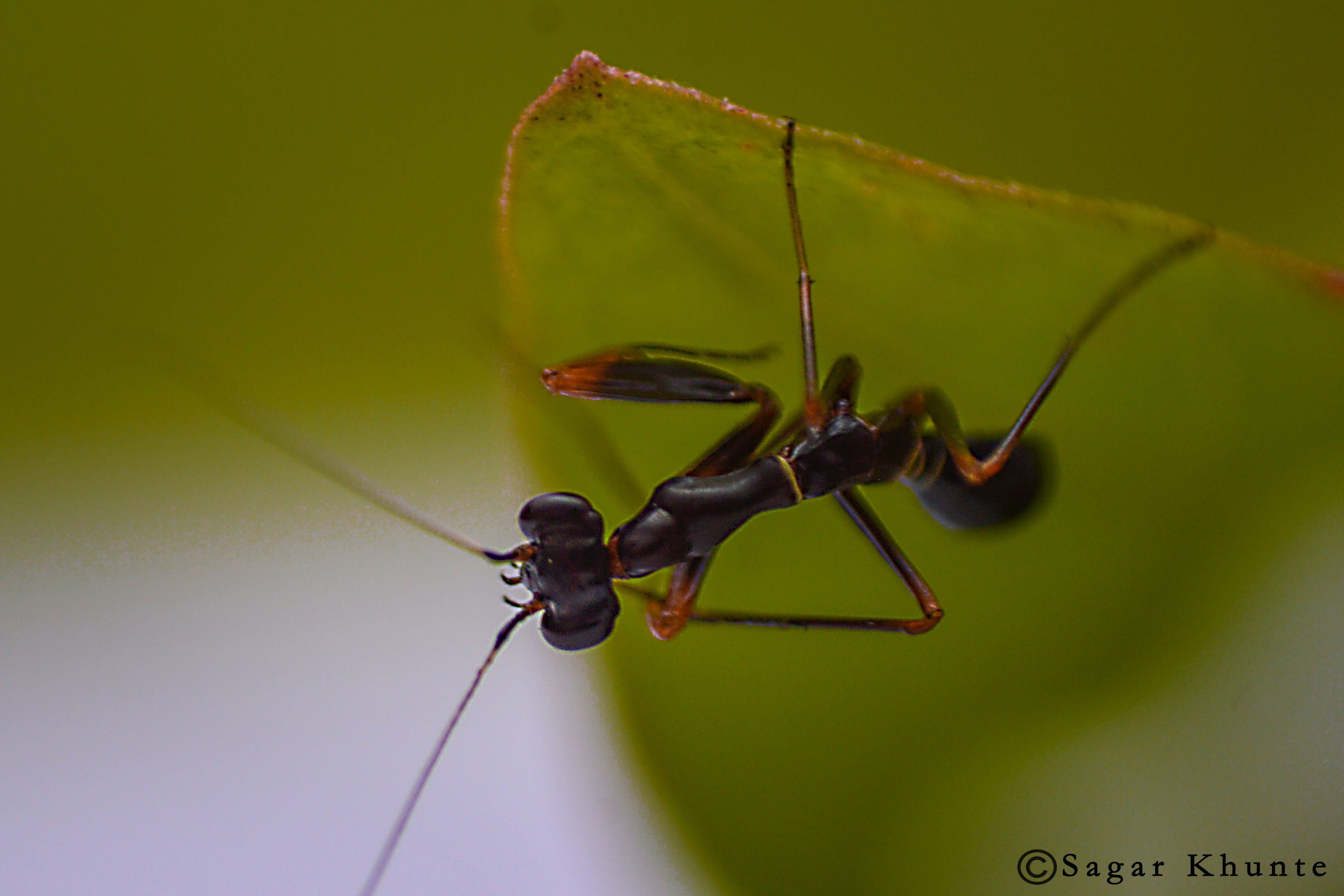
Личинка богомола Euantissa pulchra мімікрує під мурашку

Деякі види богомолів переважно на стадії личинки мімікрують під більш небезпечних перетинчастокрилих комах, зазвичай мурашок, рідше ос. Два види богомолів з роду Vespamantoida мімікрують під ос на стадії імаго.

### Анатомія і фізіологія
Богомоли мають великі та складно влаштовані слинні залози. Також наявні невеликі мандибулярні залози, які секретують амілазу, незначну кількість ліпази та протеази, але не інвертазу на відміну від слинних залоз. Мускульний шлунок богомолів невеликий, із зубцями. Середня кишка має 8 сліпих відростків.
Трахейна система відкривається 8 парами дихалець на спинному боці черевця. Богомоли здійснюють нагнітальні рухи, скорочуючи та розслаблюючи м'язи черевця для того, щоб пришвидшувати пасивний газообмін у трахеях.
У черевному нервовому ланцюжку богомолів — 7 гангліїв.

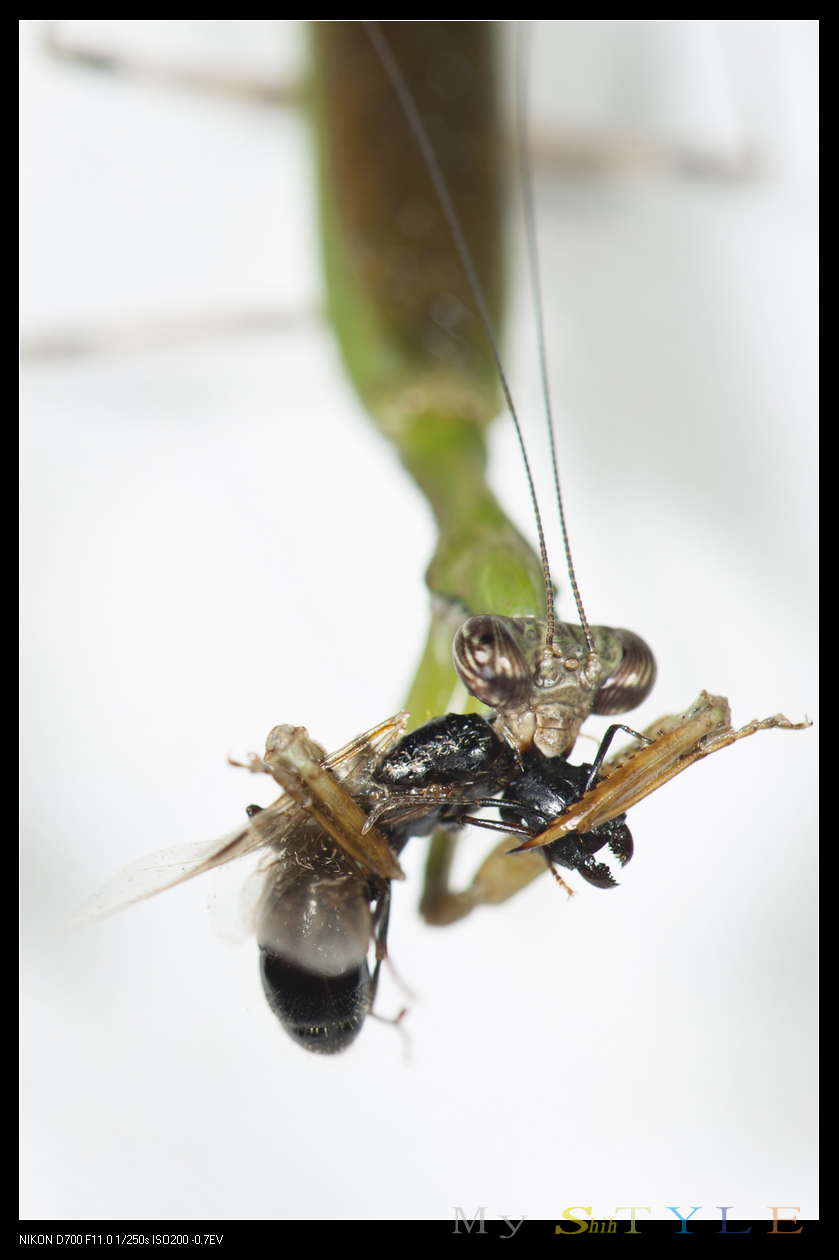
Богомол Acromantis japonica поїдає самицю мурашки

#### Органи чуття
Важливим для богомолів є зір. Кожне з фасеткових очей богомола містить у середньому близько 9 тисяч вічок-оматидіїв, кожен із яких має 8 фоторецепторних клітин. Очі богомолів охоплюють поле зору близько 270° у вертикальній площині та близько 240° у горизонтальній. Також вони мають велике поле бінокулярного зору попереду себе. У центральній частині цього бінокулярного поля знаходиться невеличка область, яку називають «зоною захоплення здобичі». Коли невеличкий об'єкт відносно швидко рухається в горизонтальному напрямі через цю область або трохи нижче за неї (не більше ніж на 24° від неї), то зоровий центр мозку передає сигнали до мотонейронів м'язів, які скорочуються, та богомол здійснює кидок убік здобичі.
Зазвичай також на грудних сегментах розташовані щілини органів слуху.

## Спосіб життя

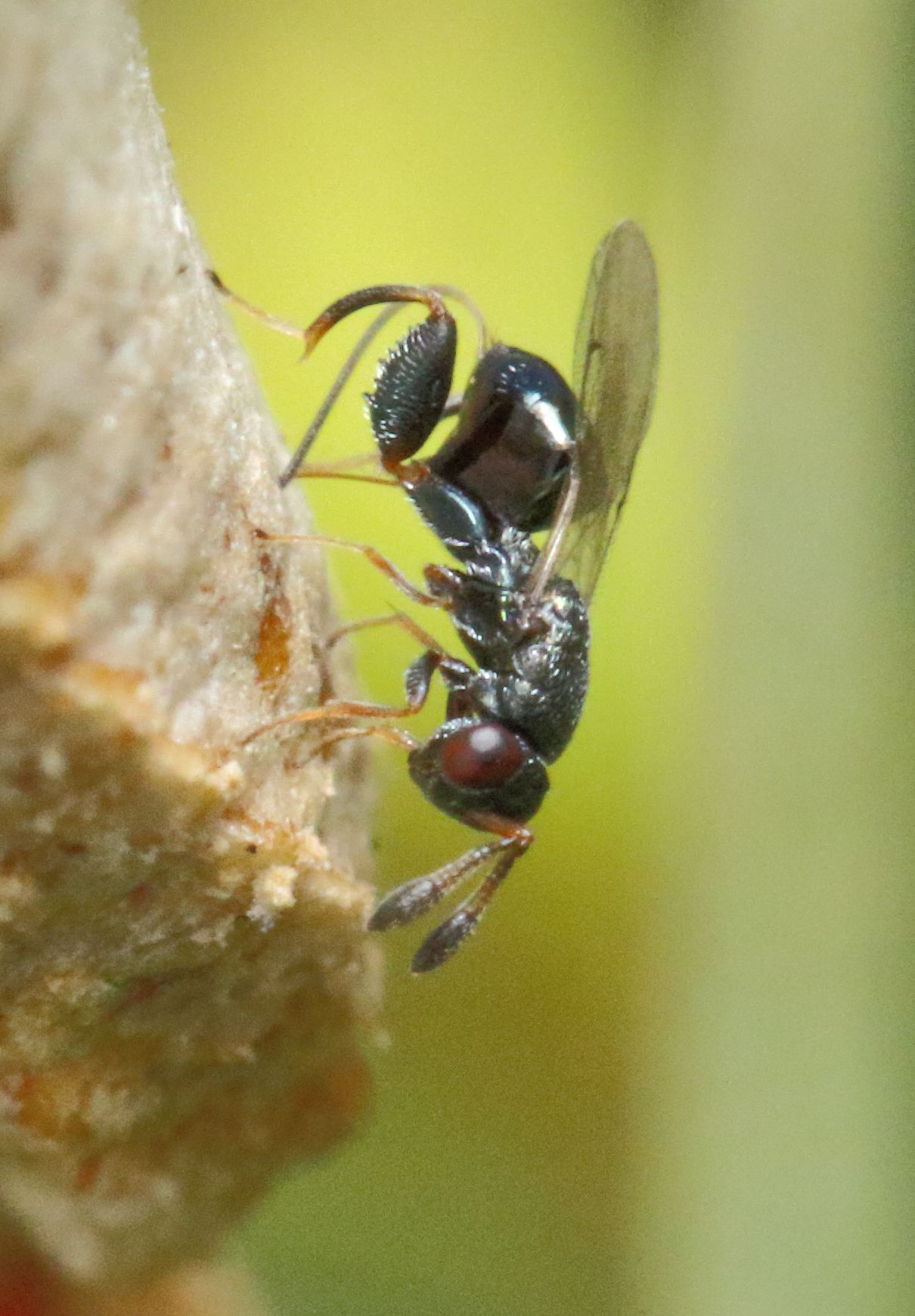
Їздець Podagrion відкладає яйця в оотеку богомола

Богомоли — генералізовані хижаки, які полюють переважно із засідки. Живляться комахами (переважно за виключенням жуків і мурашок), павукоподібними. Попри те, що вони зазвичай не мають преференцій у живленні, богомоли здатні відрізняти один тип жертв від інших.
Великі особини здатні вполювати дрібних хребетних тварин — ящірок, жаб, птахів тощо. У науковій літературі описано близько 150 випадків поїдання богомолами (12 видів) птахів (24 види). Переважно це були інтродуковані до Північної Америки богомоли Tenodera sinensis та богомол звичайний, а також місцевий Stagmomantis limbata, а жертвами були здебільшого різні види колібрі. Існує також опис успішного полювання богомола виду Hierodula tenuidentata на рибок гупі.

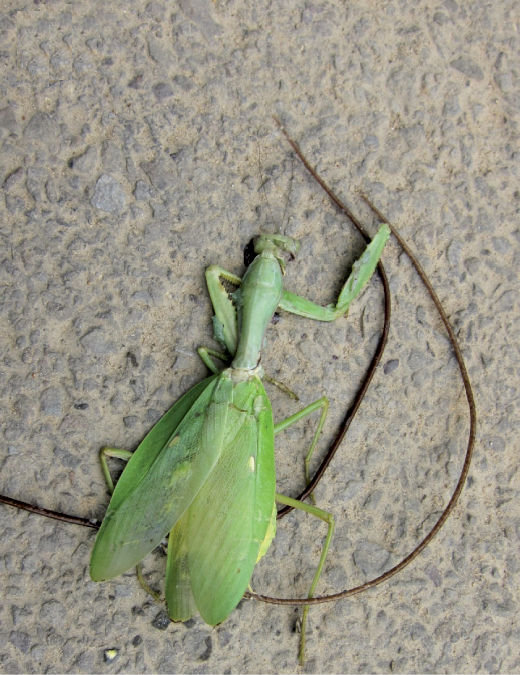
Загиблий богомол із роду Hierodula, з якого виповзли 2 волосатики Chordodes mizoramensis

Серед природних ворогів богомолів чимало тварин. Їх поїдають рептилії, птахи та ссавці. За однією з гіпотез 1 чи 2 слухових отвори на передньогрудях богомолів розвинулися як спосіб виявлення кажанів. Різні форми мімікрії та демонстративної поведінки також, імовірно, з'явились у відповідь на тиск хребетних хижаків. Личинки волосових є паразитоїдами личинок та імаго богомолів. Їздці хальцидіди відкладають яйця до оотек богомолів, де личинки їздців живляться яйцями богомолів. Деякі оси-сфециди (зокрема в Україні це Tachysphex costae) паралізують личинок богомолів та годують ними власних личинок.

### Життєвий цикл

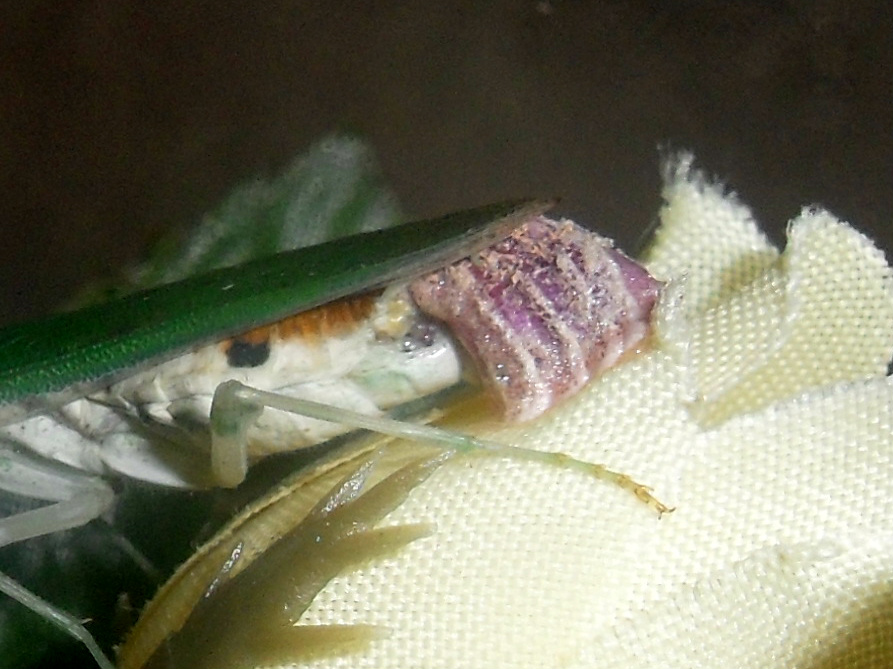
Самиця богомола Pseudoharpax virescens відкладає оотеку

Богомоли належать до комах із неповним перетворенням. Із яйця виходить личинка, схожа за зовнішнім виглядом і способом життя на дорослу особину. Самиця відкладає яйця в спеціальну пінисту рідину, яка виділяється допоміжними залозами статевої системи. Ця піниста маса містить різновид білку шовку фіброїну, у якому переважають альфа-спіралі, оксалат кальцію та застигає на повітрі, утворюючи захисну капсулу навколо яєць — оотеку. Оотеки прикріплюють до субстрату в прихованому місці: під каменями, у щілинах кори дерев, на гілках. Самиці деяких видів богомолів (Photininae) охороняють оотеки та молодих личинок.
Вперше личинки богомола линяють або в самій оотеці, або прив'язуючись до неї шовковою ниточкою. При линянні богомоли вкрай чутливі до рівня вологості. Залежно від розміру богомола личинки линяють від 5—6 разів до 8—10, щоб досягти дорослого віку. Личинки перших стадій живляться дрібними комахами розміром із дрозофілу, хоча личинки першого віку найменших видів богомолів потребують ще менших жертв, зокрема попелиць. Зі збільшенням розміру за пізніших линянь личинки здатні вполювати все більшу здобич.

### Статевий канібалізм

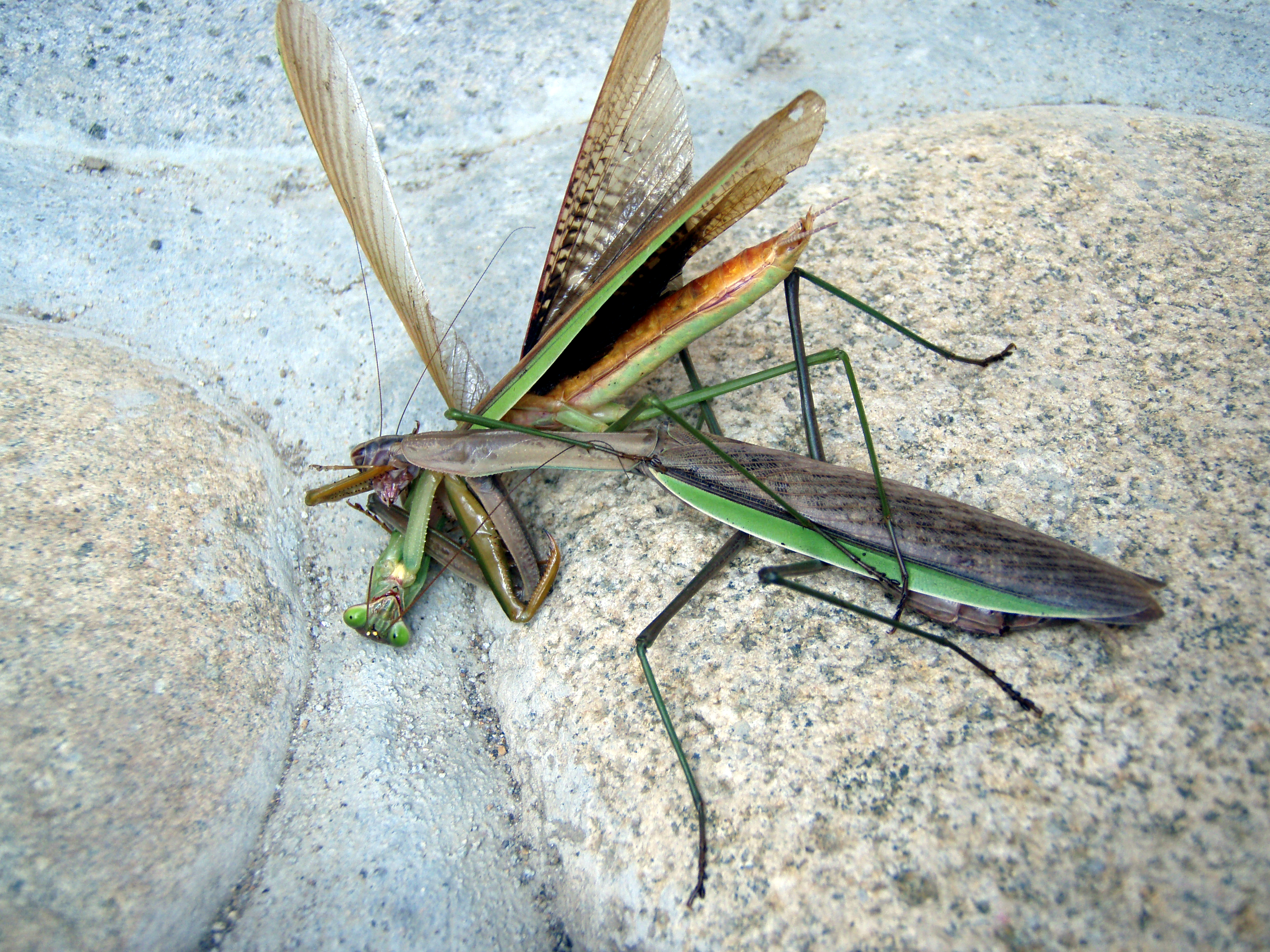
Самиця богомола Tenodera aridifolia поїдає самця

Богомоли відомі своїм статевим канібалізмом. Самиця часто поїдає самця після, а то й навіть під час копуляції, що описано в популярній літературі. Натомість при дослідженнях різних видів богомолів виявилося, що частота канібалізму дуже сильно варіює. Спостерігають від близько 46 % випадків поїдання самця від кількості спроб паруватися в австралійських богомолів Pseudomantis albofimbriata до повної відсутності такого канібалізму в богомолів роду Ciulfina. На відміну від деяких видів павуків, де самець «зацікавлений» у поїданні самицею задля подовження часу копуляції, самці богомолів, зокрема китайського богомола Tenodera sinensis, докладають зусиль аби уникнути поїдання самицею. Самці зазвичай наближаються до самиці обережно, вповільненими рухами, тримаючись на відстані та залицяючись більш інтенсивно, якщо самиця голодна чи самець потрапляє в небезпечну зону атаки з боку голови та хижих передніх ніг самиці. При цьому самиці також не подають неправдивих сигналів, щоб заманювати самців, лише сигналізують про готовність до парування, що зменшує рівень статевого канібалізму.

## Походження та систематика

### Походження богомолів

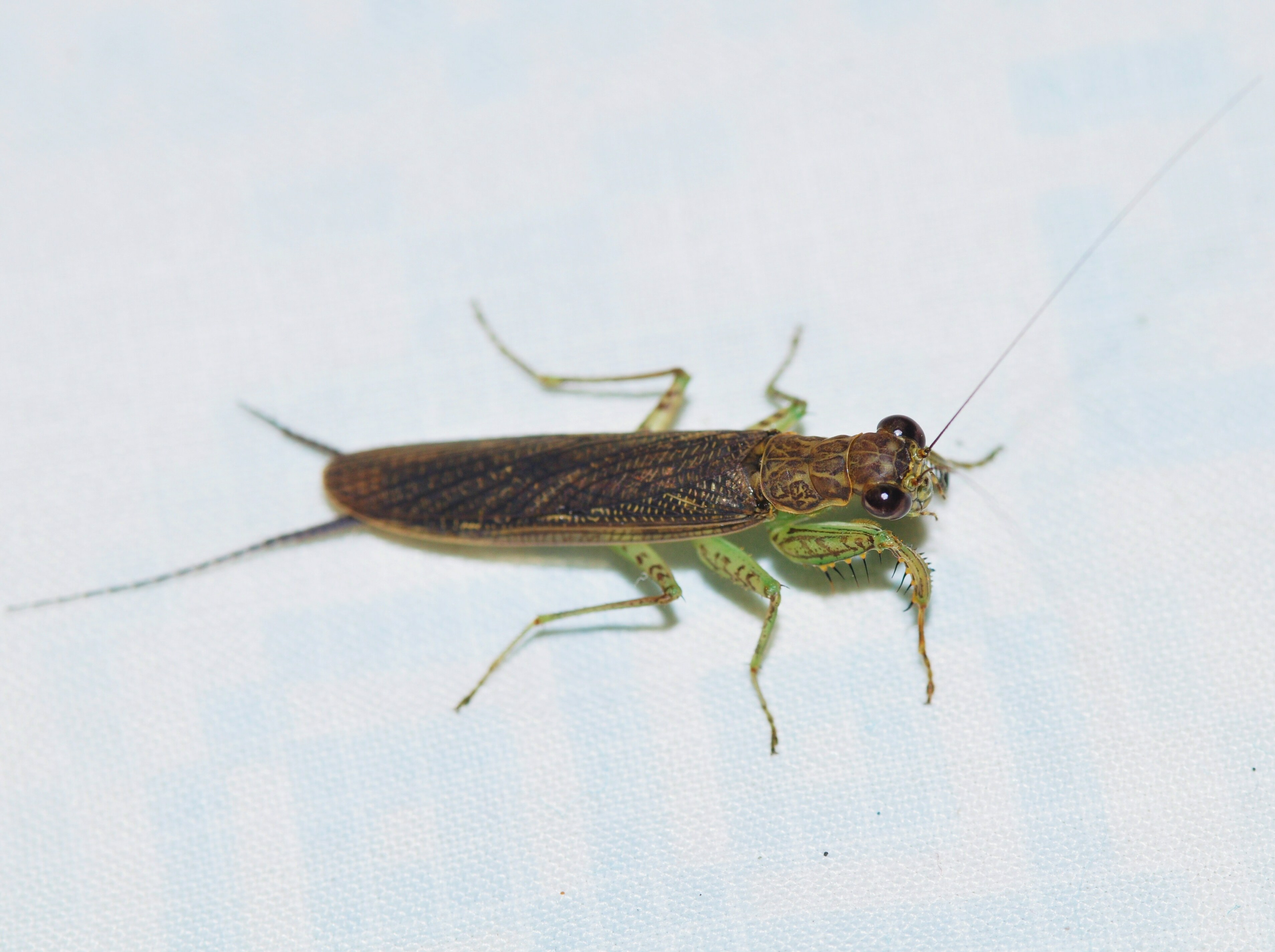
Богомол Chaeteessa caudata (Коста-Рика)

Богомоли є монофілетичною групою, що походить від спільного предка з іншими тарганоподібними. Комахи, схожі на сучасних богомолів, відомі з ранньої крейди. Разом із тим деякі автори вважають викопну комаху Mesoptilus dolloi протобогомолом, а тоді походження ряду відноситься до раннього карбону. Втім ці знахідки є фрагментарними та не можуть бути надійно віднесені до богомолів. Найбільш примітивними та близькими до предкових груп серед сучасних богомолів вважають представників трьох невеликих родин: Mantoididae, Chaeteessidae, Metallyticidae, сумарно в яких налічується близько 20 сучасних видів. Найстаріші викопні рештки богомолів, що відносять до Mantoididae та Chaeteessidae відомі з раннього палеогену (60—55 млн років тому). На відміну від більшості сучасних богомолів, представники цих груп не мали слухових органів, що дослідники пояснюють більш пізньою появою в історії біорізноманіття кажанів.

### Систематика

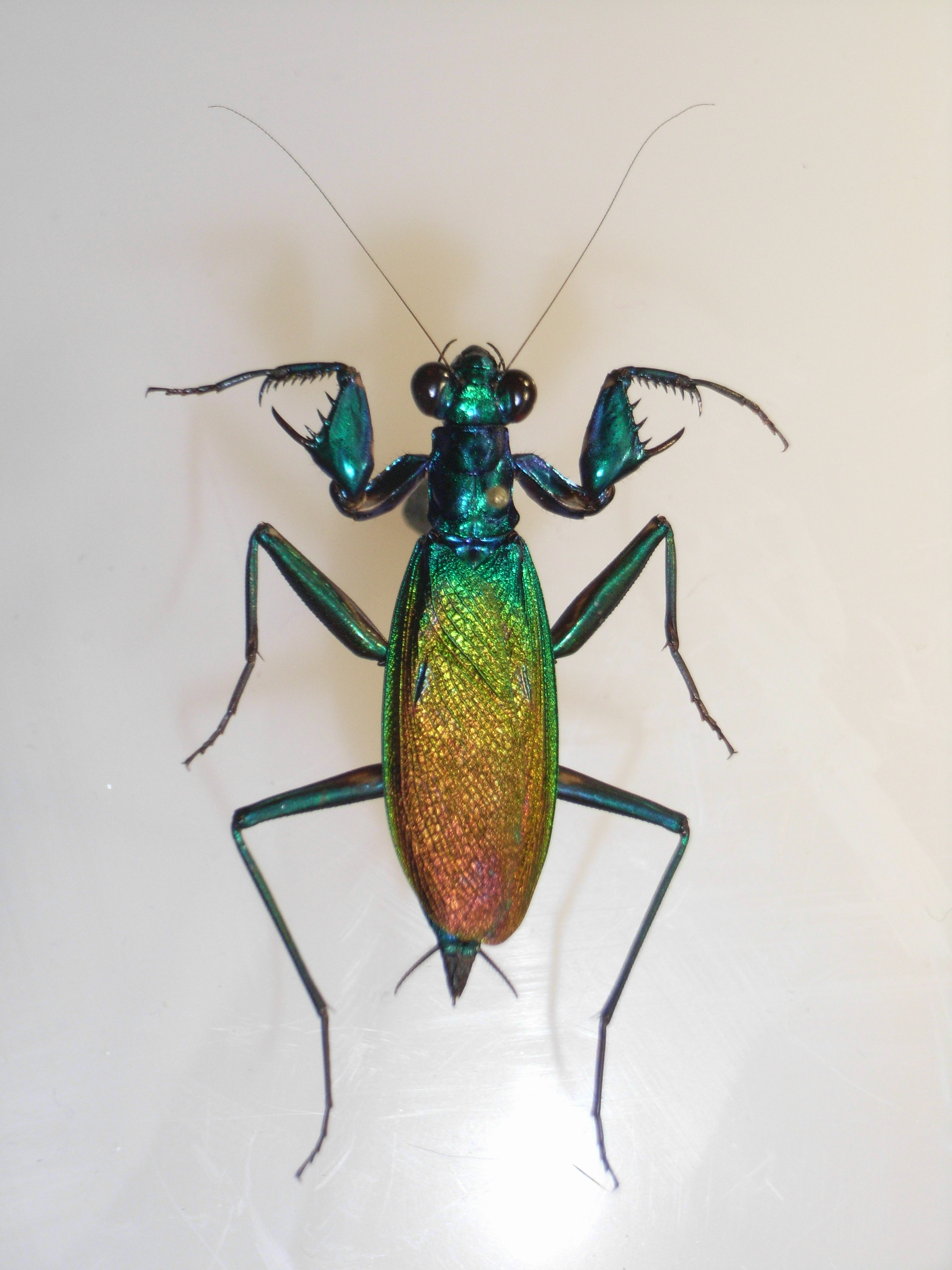
Богомол Metallyticus splendidus (Малайзія)

Всіх інших богомолів до початку XXI століття групували до 8—15 родин, переважно за системами, запропонованими Шопаром 1949 року, Беєром 1964 року та Ерманном і Руа 2002 року. Утім традиційні системи базувалися на зовнішніх морфологічних ознаках, які не враховували високий рівень конвергенції внаслідок паралельної еволюції між різними групами богомолами. Через це значна частина традиційних родин та дрібніших таксономічних груп лишалися поліфілетичними. Поширення молекулярно-генетичних методів дослідження богомолів на початку XXI століття призвело до виділення нових груп. Наприклад, 2015 року з родини Hymenopodidae виділено родину Galinthiadidae. 2018 року Віланд і Свенсон підсумували розділяти ряд на 21 сучасну родину, причому 41 рід не вдалося віднести до жодної з них. 2019 року Шварц і Руа запропонували нову систему класифікації богомолів з використанням морфології геніталій, хромосомного набору та молекулярно-генетичних даних, у якій ряд поділяється на 29 родин із 60 підродинами. Утім, імовірно, й ця система є не остаточною, оскільки дослідження систематичного положення богомолів активно тривають

### Основні родини
Станом на 2021 рік усіх богомолів розділяють на 16 надродин, 3 з яких монотипові та містять вищезгадані групи примітивних богомолів Mantoididae, Chaeteessidae, Metallyticidae. Надродини Thespoidea і Acanthopoidea містять разом 6 родин (Thespidae, Angelidae, Coptopterygidae, Liturgusidae, Photinaidae, Acanthopidae) богомолів незвичайної форми, що поширені в Центральній та Південній Америці. Зокрема богомоли з родини Liturgusidae мешкають на корі дерев, мають захисне забарвлення під колір кори, а також пласку форму тіла з виростами, що нагадують мохи або лишайники.

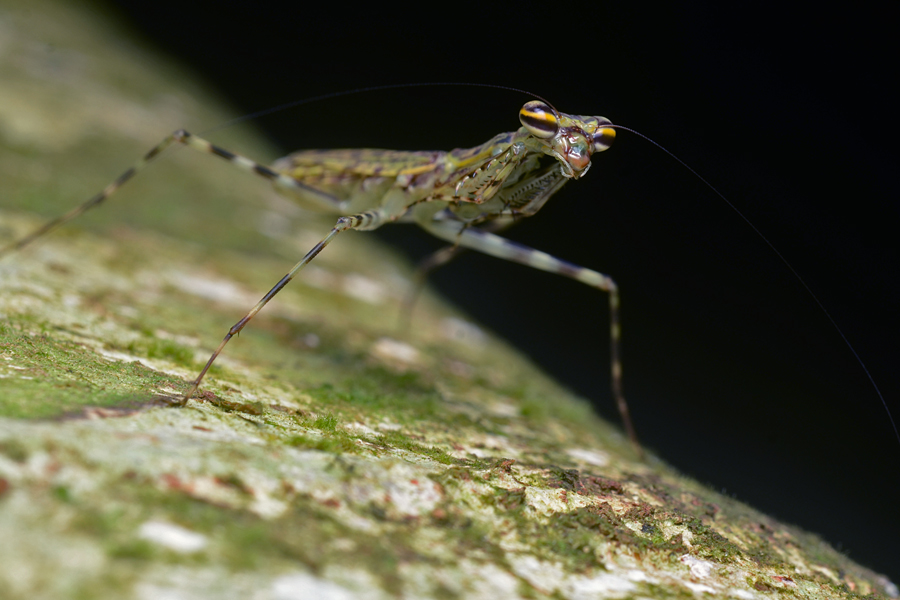
Богомол роду Liturgusa з родини Liturgusidae (Панама)
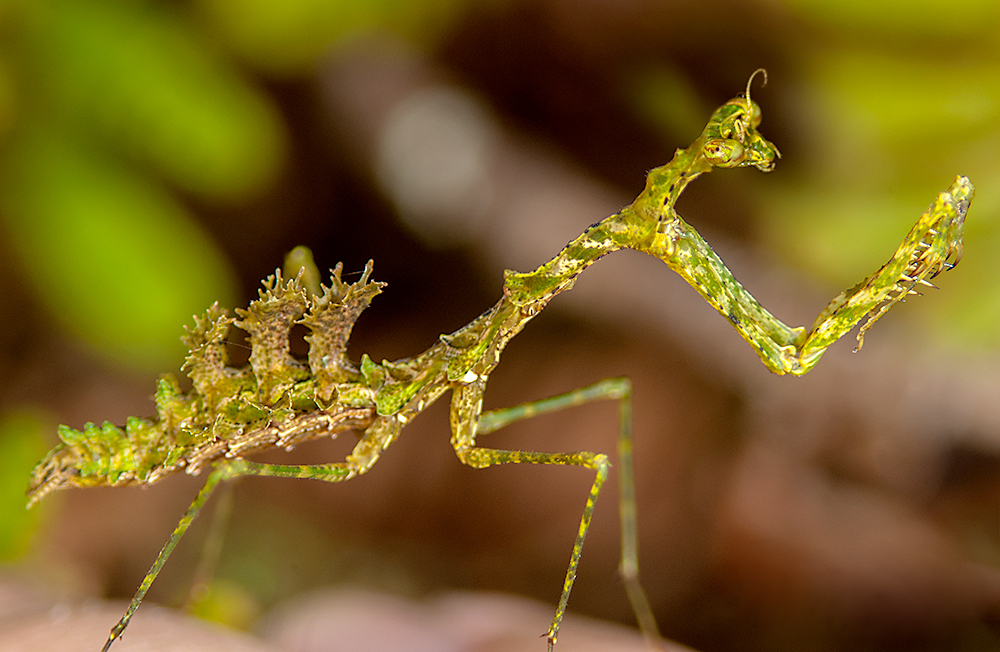
Богомол Pogonogaster tristani з родини Thespidae (Коста-Рика)
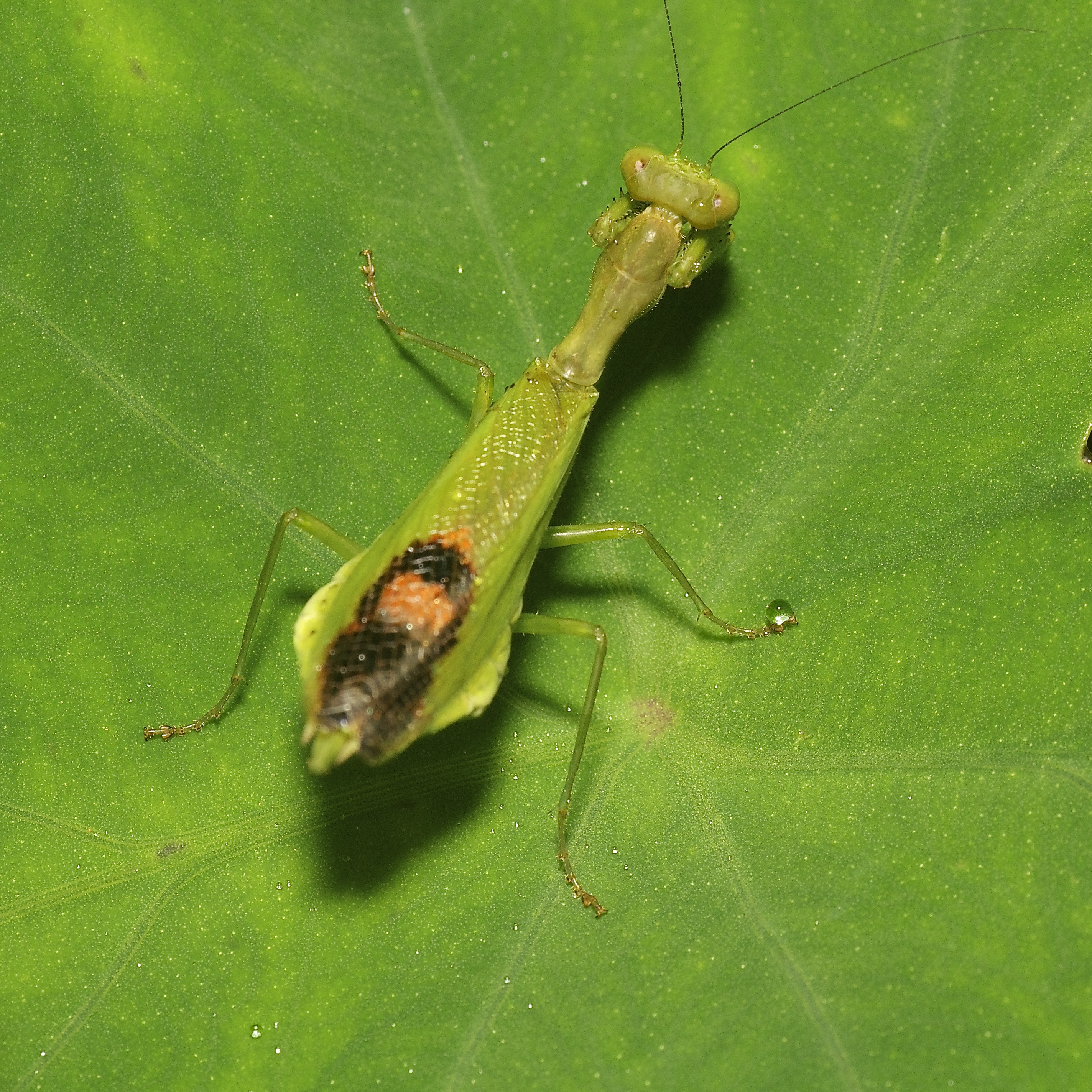
Богомол роду Acontista з родини Acanthopidae (Еквадор)

Надродина Nanomantoidea об'єднує три родини (Leptomantellidae, Amorphoscelidae, Nanomantidae) дрібних богомолів, що мешкають переважно в тропічній Африці та Східній Азії.
До надродини Eremiaphiloidea входять 4 родини богомолів (Rivetinidae, Amelidae, Eremiaphilidae, Toxoderidae), що мешкають у теплих посушливих регіонах. Сюди належать безкрилі богомоли пустель Eremiaphila, короткокрилі богомоли Rivetina та Ameles, численні на півдні Європи та в Західній Азії.

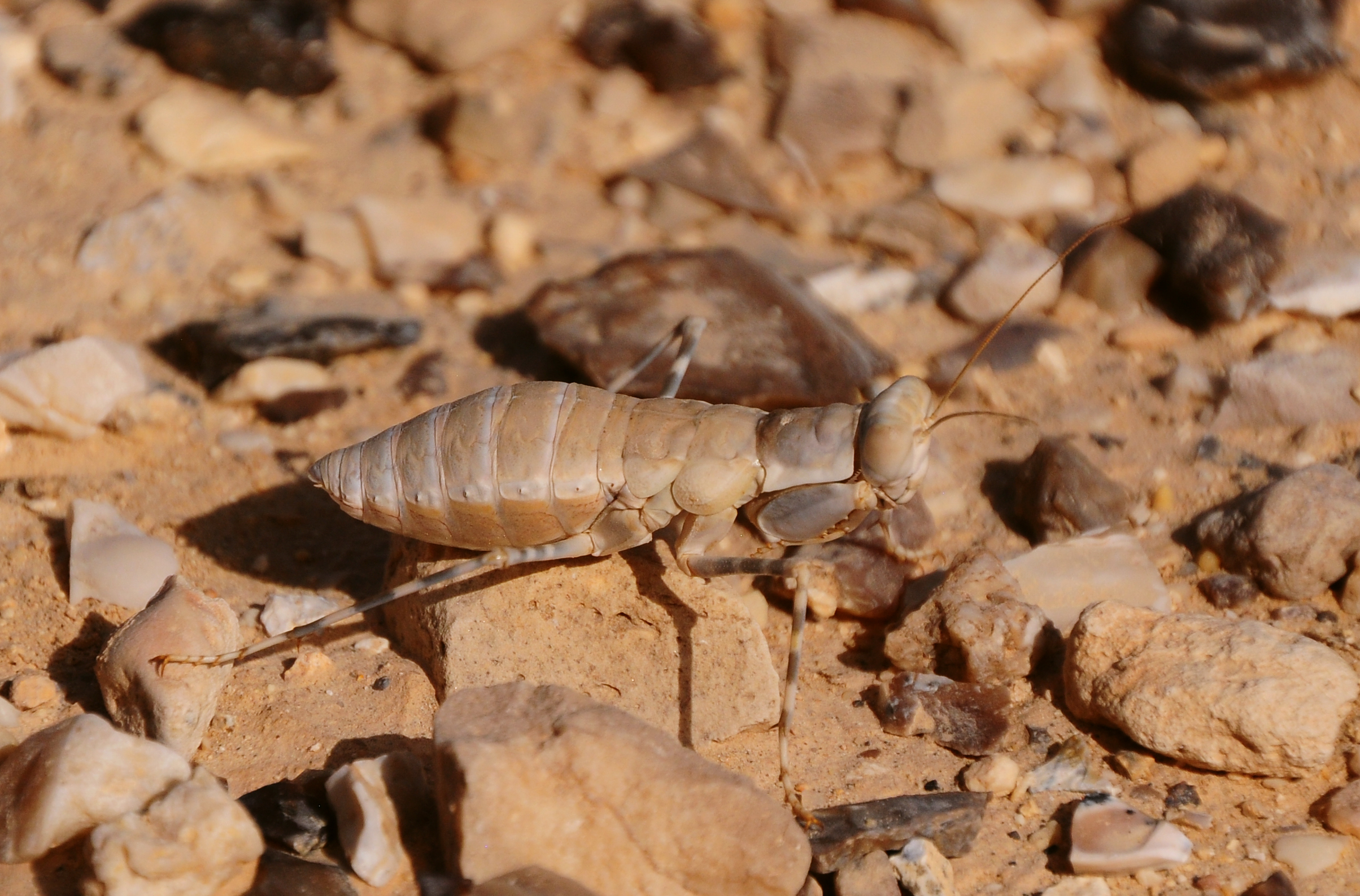
Богомол роду Eremiaphila з родини Eremiaphilidae (Ізраїль)
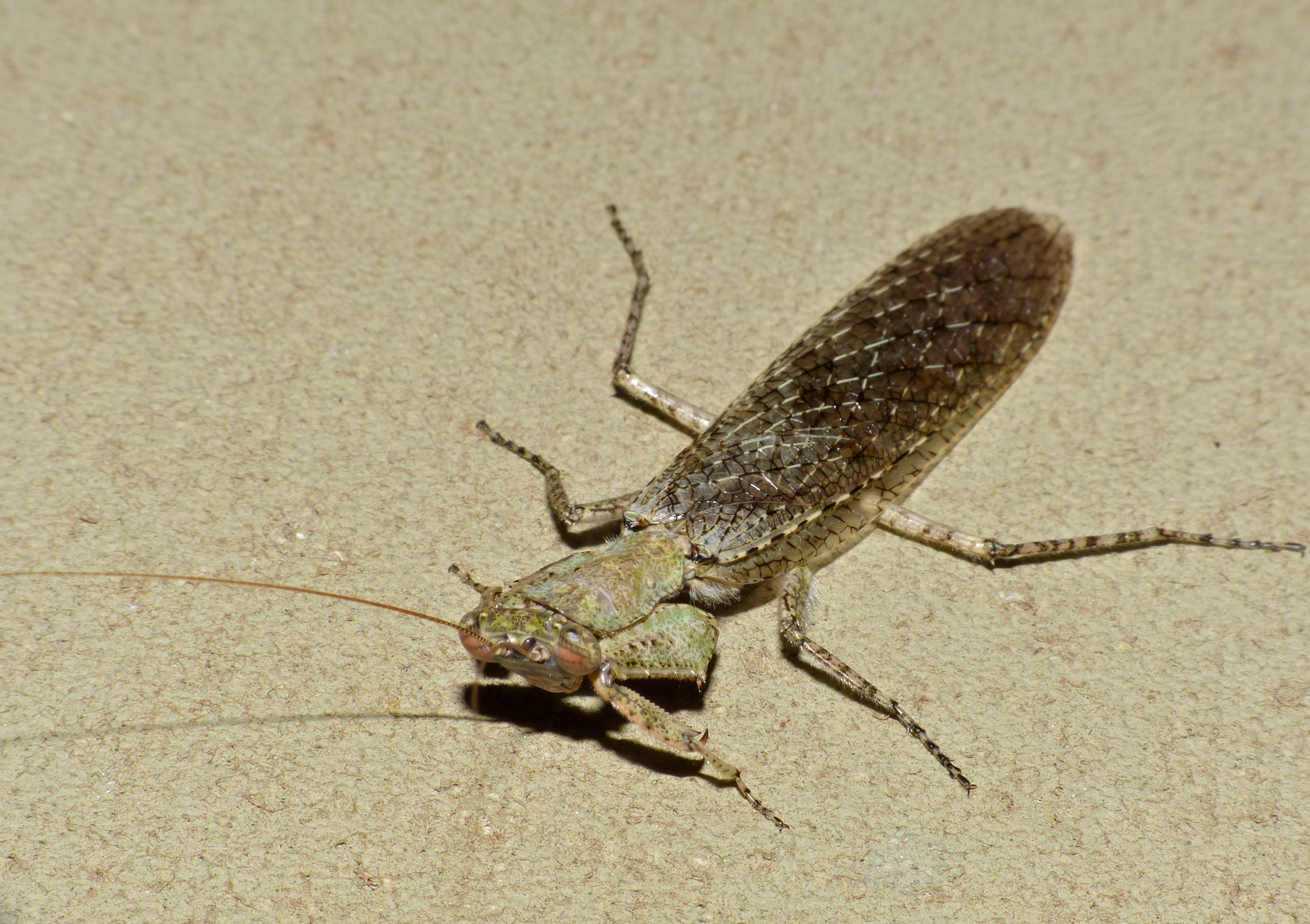
Богомол роду Tarachodes  з родини Eremiaphilidae (ПАР)
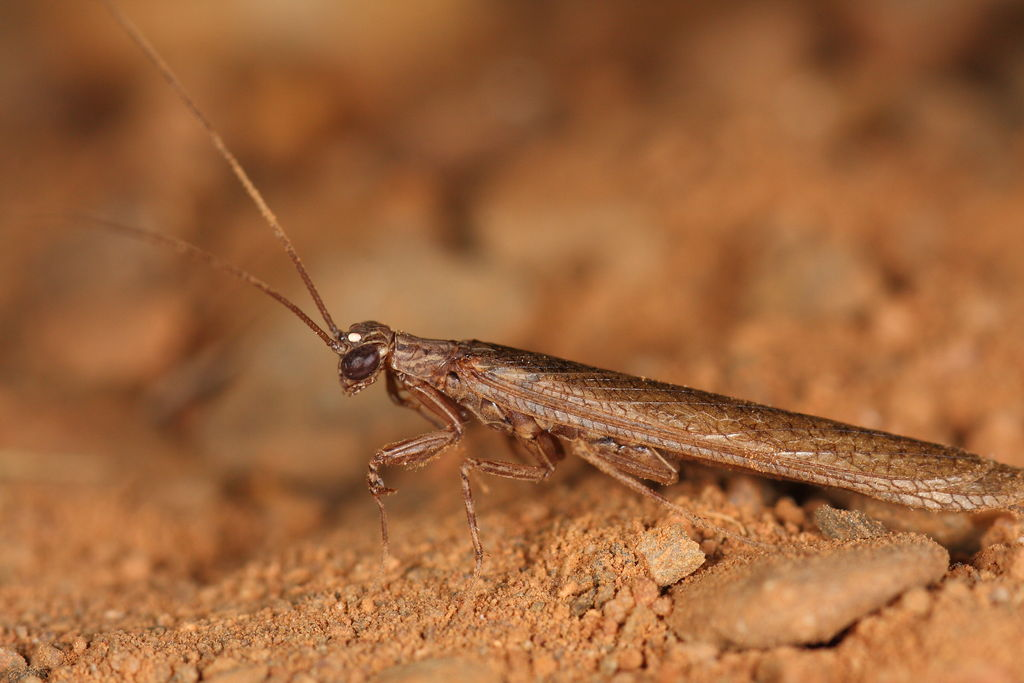
Богомол Perlamantis allibertii з родини Amorphoscelidae (Португалія)
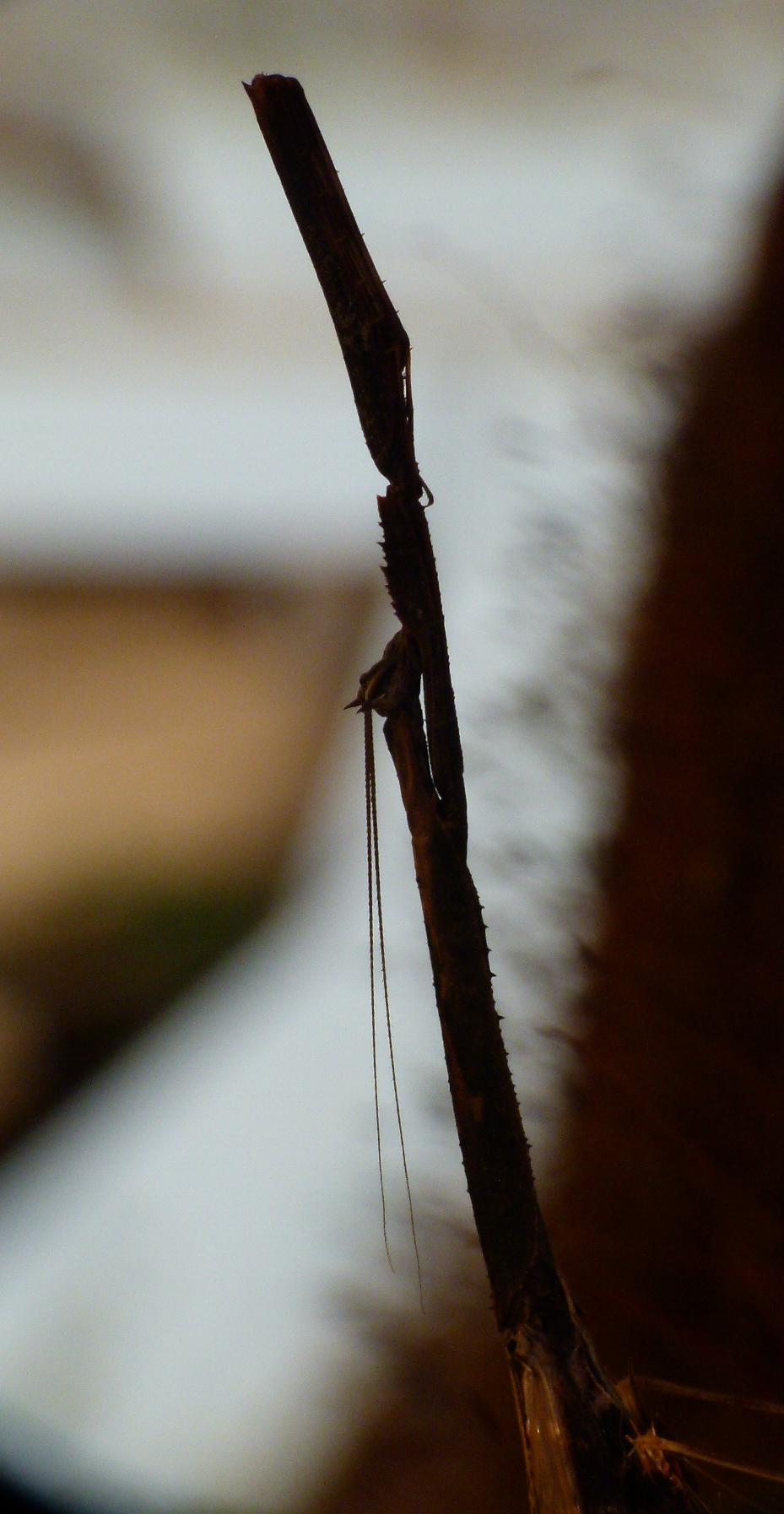
Богомол роду Aethalochroa з родини Toxoderidae (Індія)

Надродина Hymenopodoidea об'єднує богомолів незвичайного забарвлення, з виростами на кінцівках, черевці та голові з родин Empusidae та Hymenopodidae. Родина емпузові містить 10 родів, об'єднаних у 2 підродини: Blepharodinae (3 роди) та Empusinae (7 родів). Емпузові поширені в Старому світі: Європа, Африка, Західна Азія. Голова має характерний виріст, ходильні ноги й черевце несуть лопаті, передньогруди видовжені, антени самців гребінчасті або перисті. Ці богомоли часто ведуть нічний спосіб життя, живуть у високій траві чи кущах. Яскраві тропічні богомоли належать до родини Hymenopodidae. Через схожість до квіток їх часто називають «квітковими богомолами», «орхідейними богомолами» тощо. Поширені переважно в Африці та Південно-Східній Азії, з окремими видами в Новій Гвінеї та Австралії.

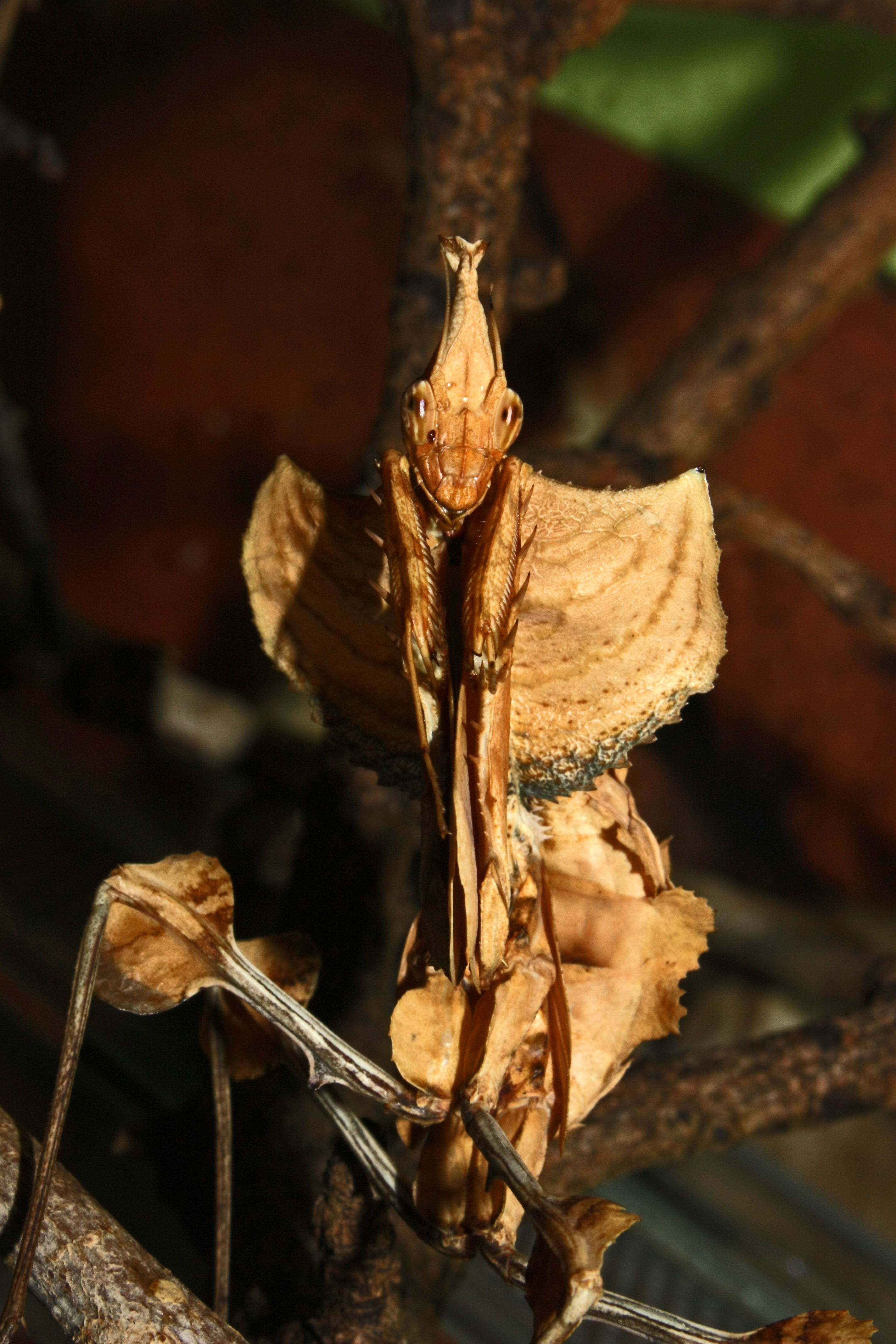
Богомол Idolomantis diabolica з родини емпузові (ПАР)
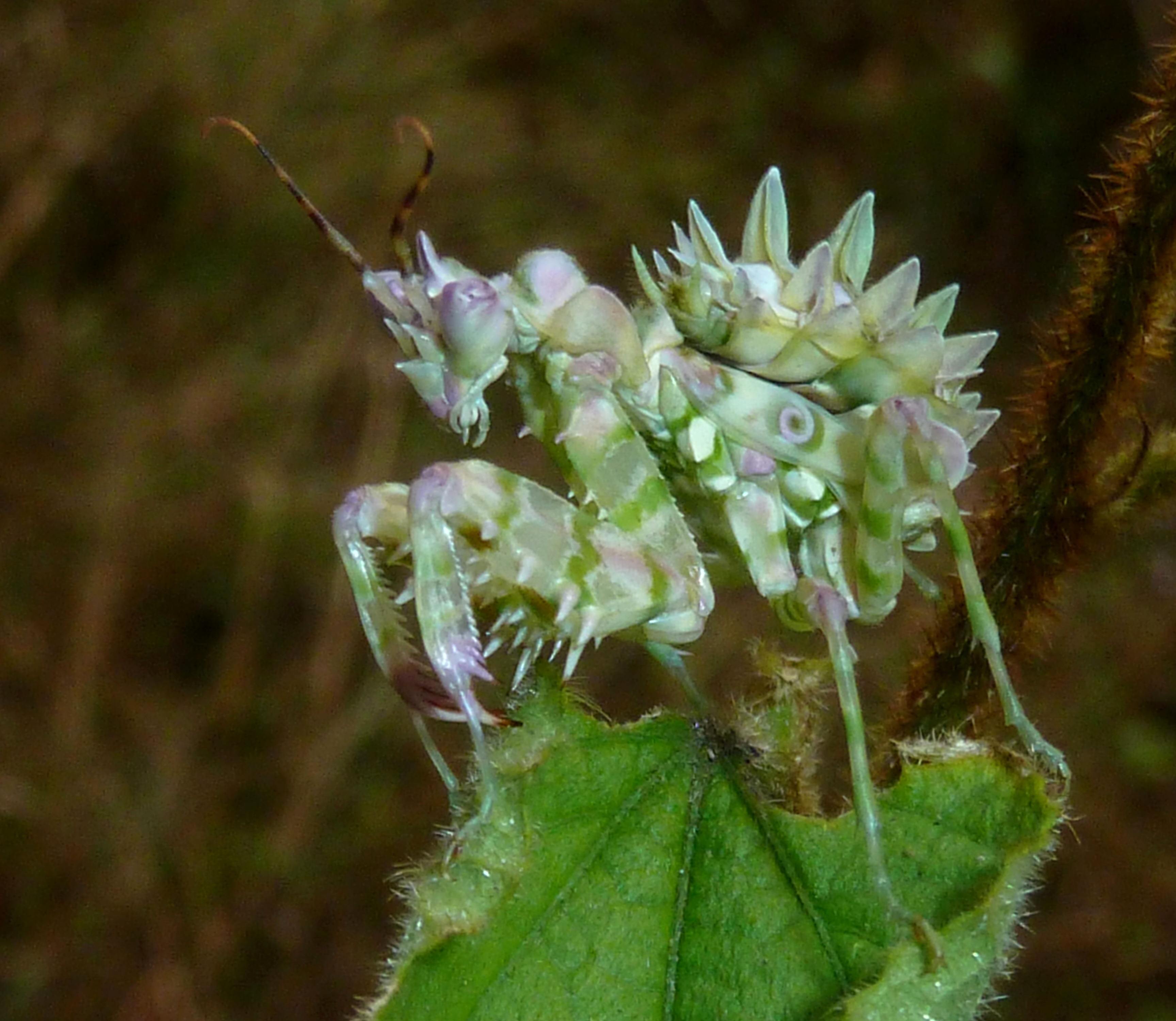
Pseudocreobotra wahlbergii з родини Hymenopodidae (ПАР)
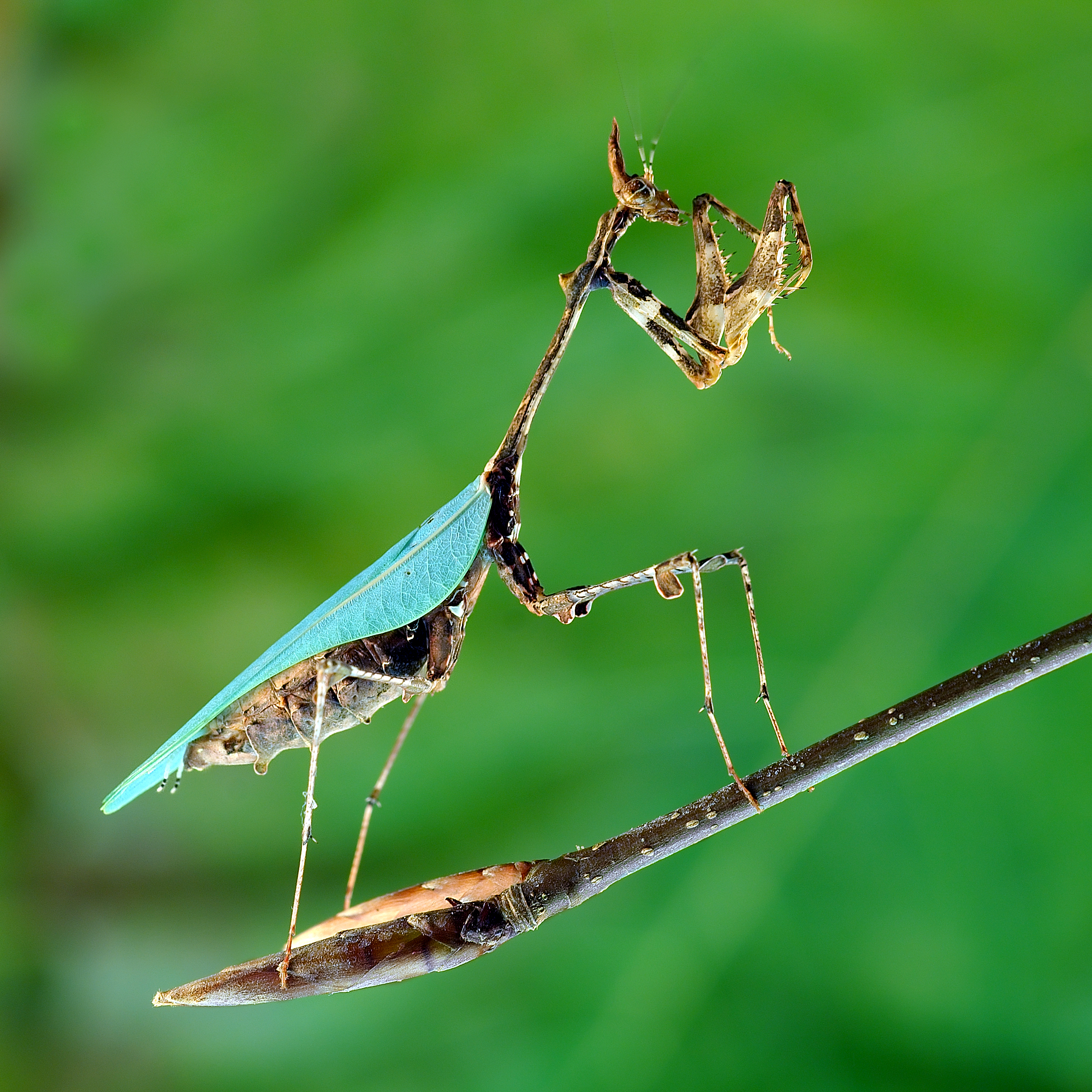
Богомол Sybilla pretiosa з підродини Sibyllinae, Hymenopodidae (ПАР)

До надродини Mantoidea включено 3 родини: Dactylopterygidae, Deroplatyidae та Mantidae. Раніше вона створювала центральну частину величезної поліфілетичної родини богомолові, куди входили понад половина всіх видів богомолів. На початок 2020-х років до цієї родини належать переважно великі богомоли з Африки, Східної Азії, Австралії та тропічної Америки. Родина Deroplatyidae об'єднує низку великих богомолів, які імітують сухе листя дерев.

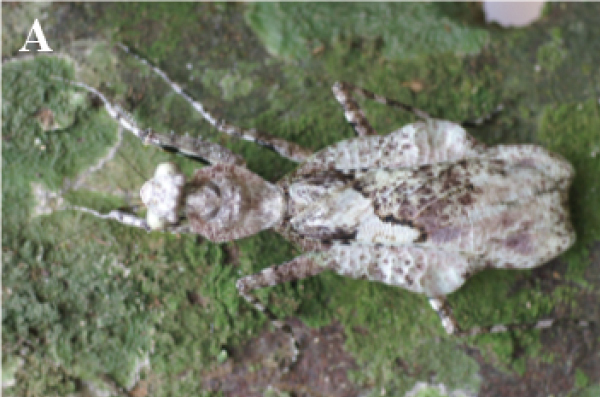
Богомол Theopompella aurivillii з родини Dactylopterygidae (Центральноафриканська Республіка)
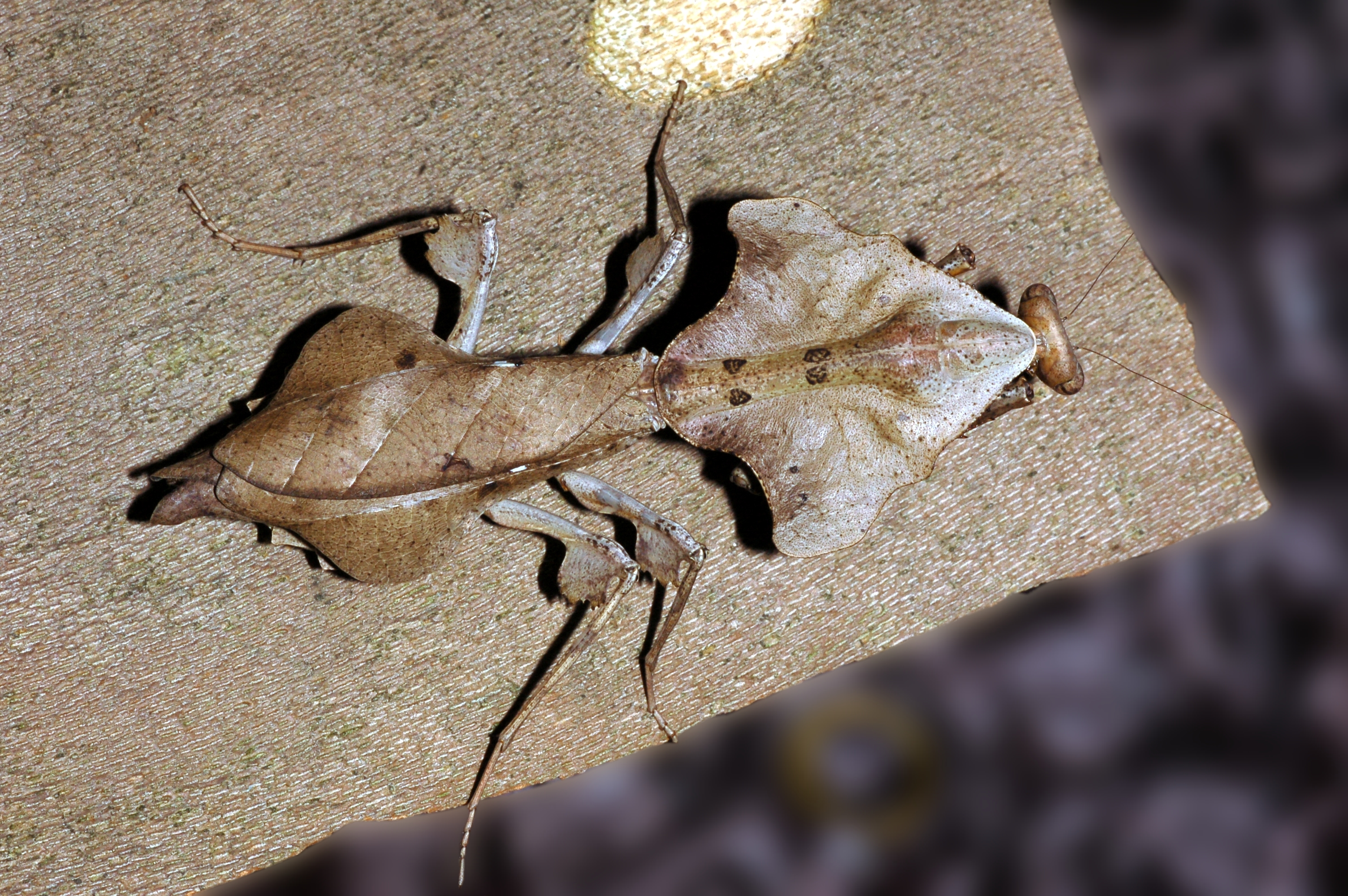
Богомол Deroplatys lobata з родини Deroplatyidae (Малайзія)
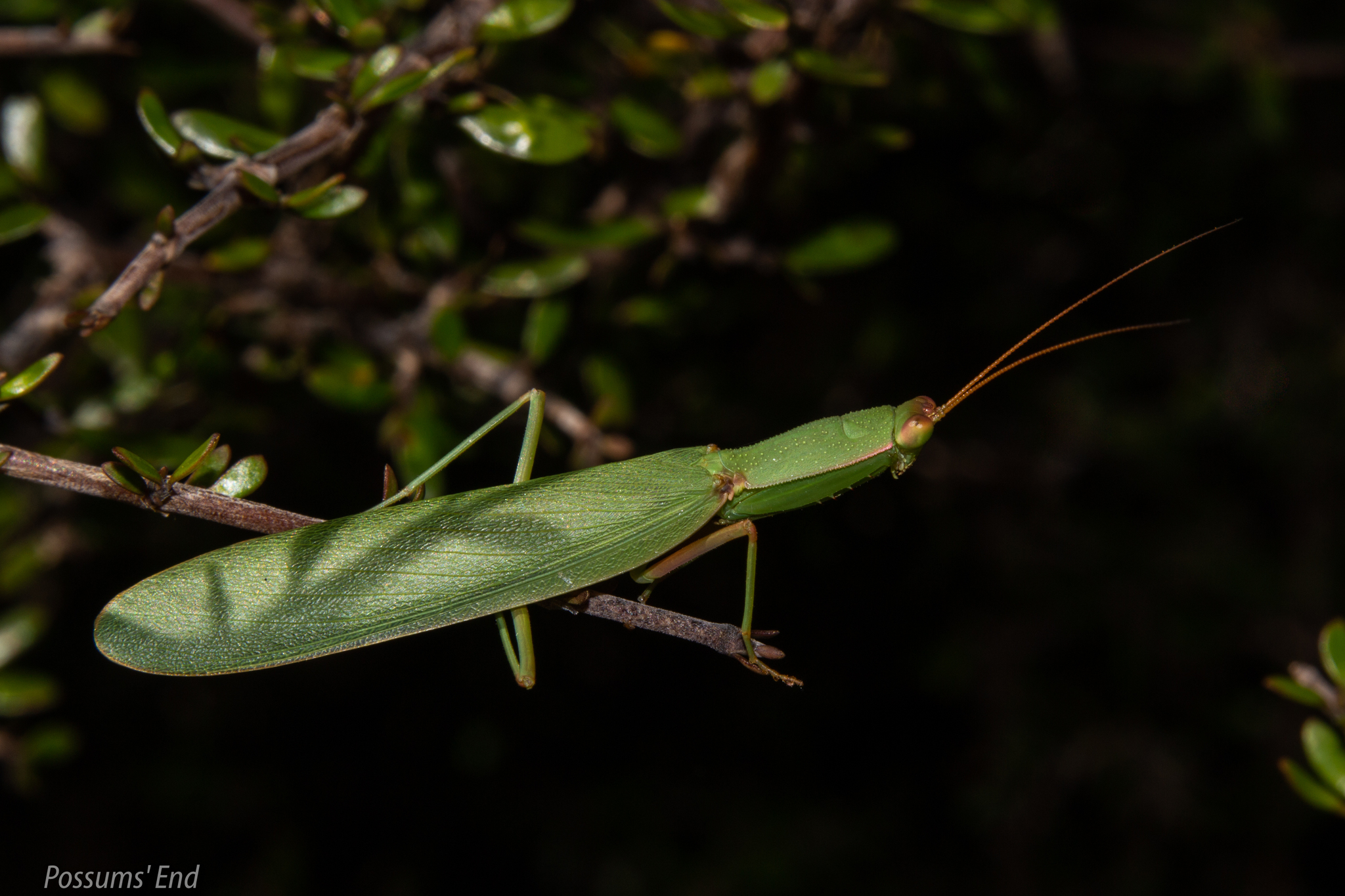
Богомол Orthodera novaezealandiae з родини богомолові (Нова Зеландія)

Надродина Epaphroditoidea містить 2 маленькі родини разом з 8 видами, які поширені на Мадагаскарі та островах Карибського моря: Majangidae і Epaphroditidae.
Кожна з інших 6 надродин є монотиповою, тобто містить лише по одній невеликій родині:
- Chroicopteridae
- Gonypetidae
- Haaniidae
- Hoplocoryphidae
- Miomantidae
- Galinthiadidae

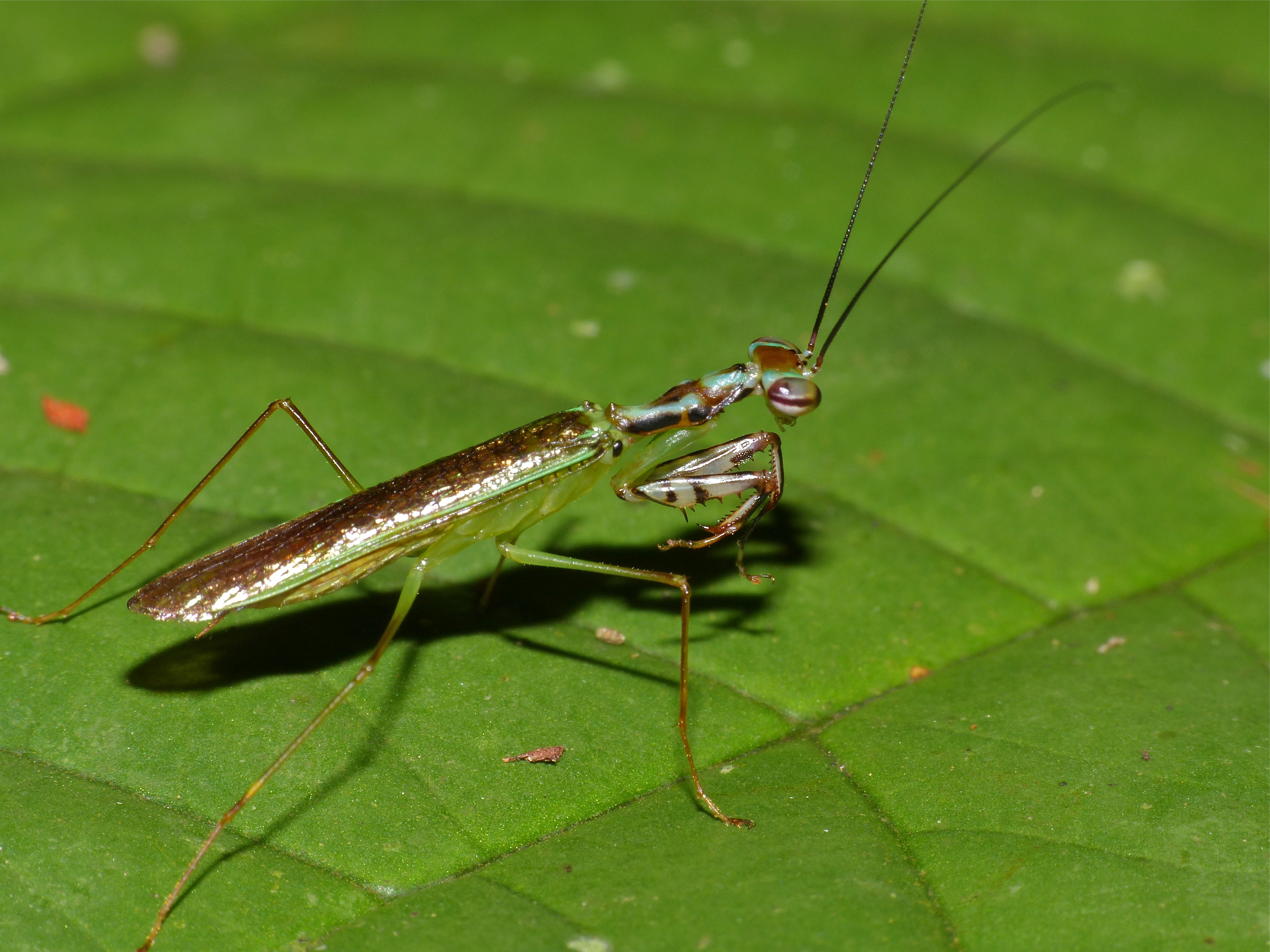
Богомол роду Hapalopeza з родини Gonypetidae (Малайзія)
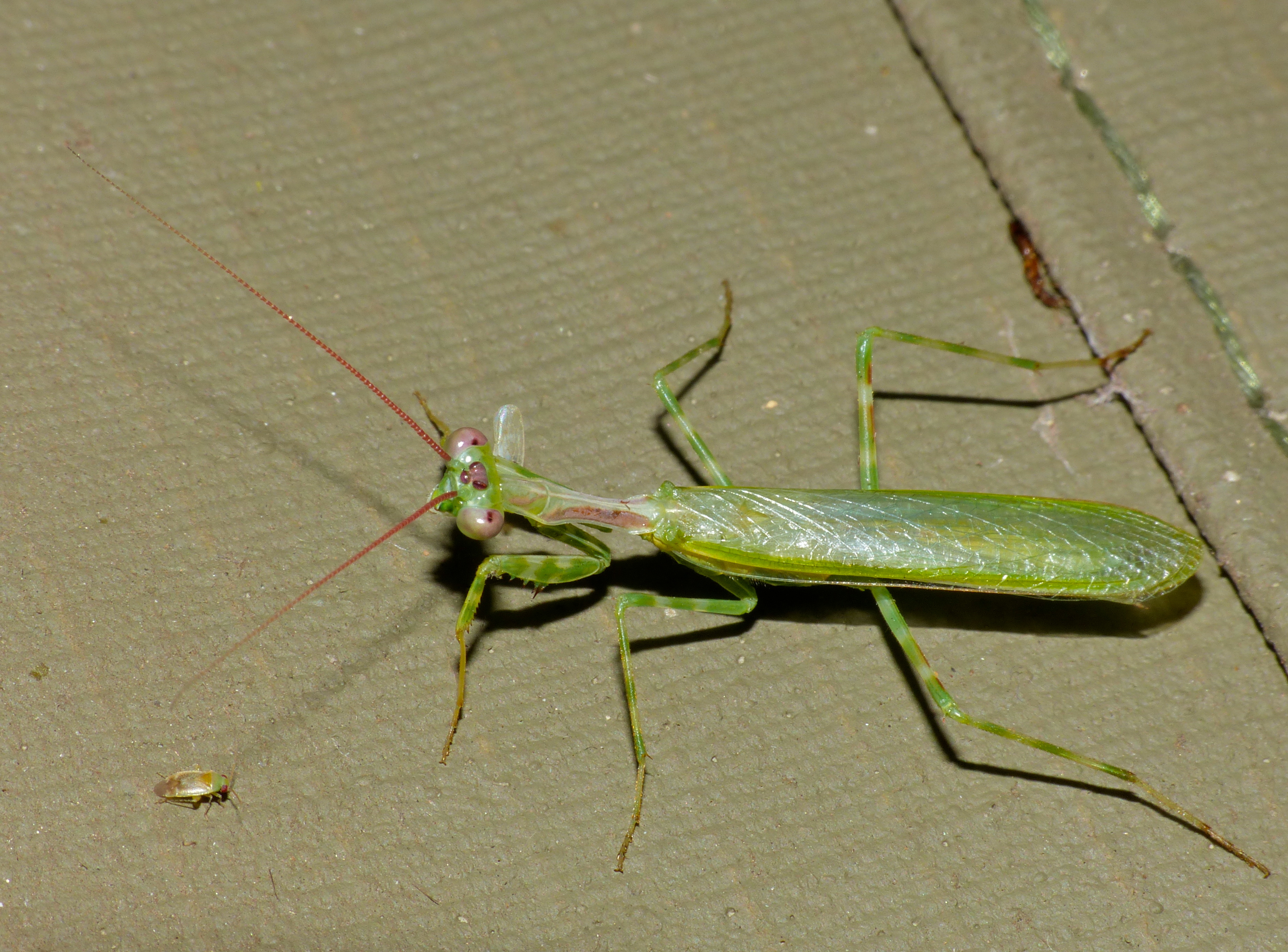
Богомол Miomantis binotata з родини Miomantidae (ПАР)
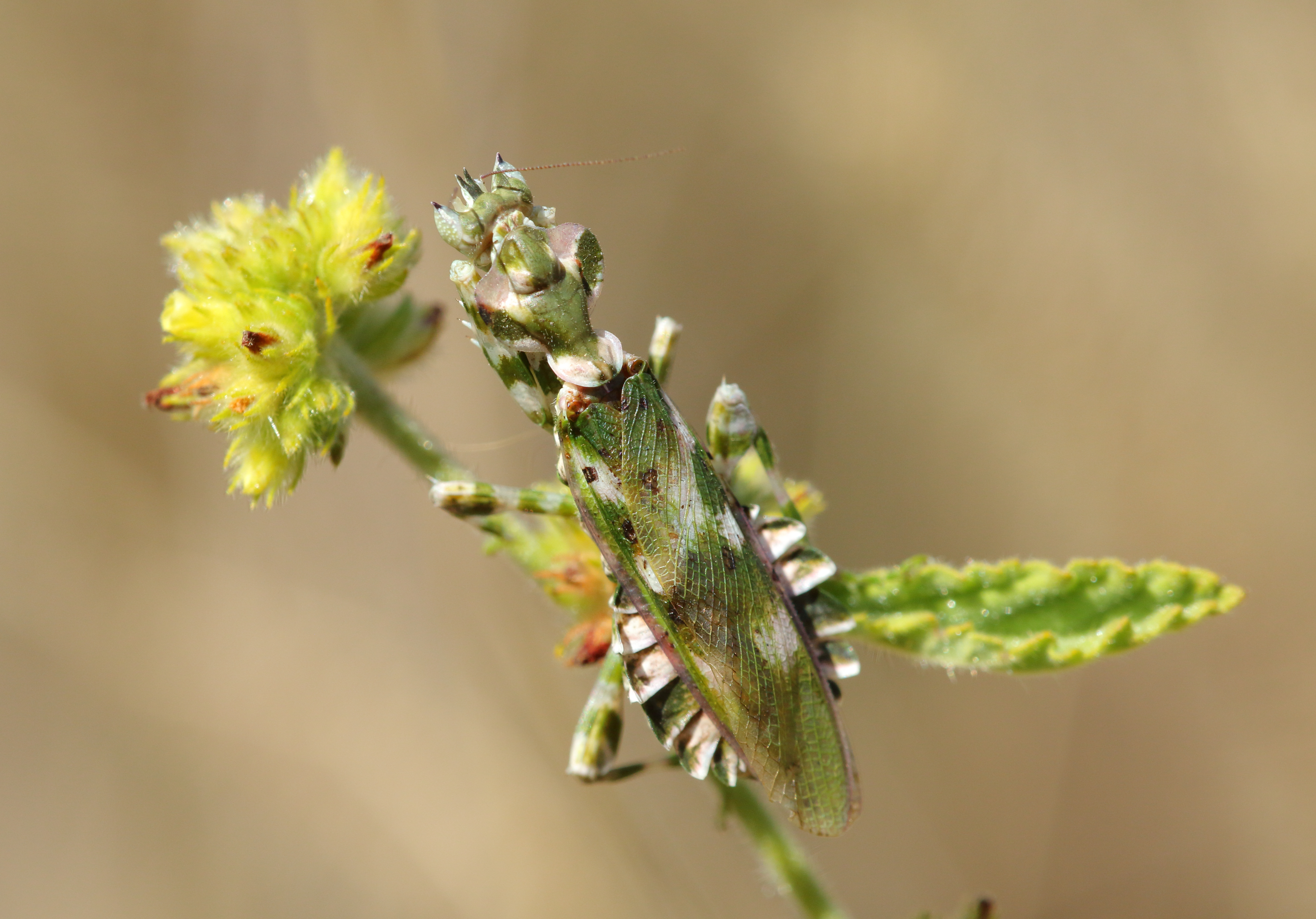
Богомол Harpagomantis tricolor з родини Galinthiadidae (ПАР)

### Колишні родини
Оскільки суттєві зміни в систематиці богомолів відбулися лише наприкінці 2010-х років, значна частина наукової літератури містить групи, які більше не визнаються дослідниками.
Зокрема велика поліфілетична родина Tarachodidae поділялася на 2 підродини: Tarachodinae (33 роди) та Caliridinae (7 родів). Її було розформовано, а основні групи перенесено до родини Eremiaphilidae.
Родина Iridopterygidae являла собою різноманітну групу богомолів, поширену в Афротропічній, Індомалайській та Австалазійській області. Родина містила 53 роди, об'єднані в 5 підродин: Hapalomantinae (9 родів), Iridopteryginae (8 родів), Nanomantinae (14 родів), Nilomantinae (5 родів), Tropidomantinae (17 родів). Надалі родину було розформовано по низці інших родин.

## Різноманіття та поширення
Відомо близько 2400 видів богомолів. Більшість із них поширені в країнах із теплим кліматом, у помірному поясі зустрічаються рідше. Ареал більшості видів обмежений 45—46° широти на обох півкулях, лише декілька видів здатні жити полярніше ніж 50° північної широти, зокрема богомол звичайний та емпуза піщана (Empusa pennicornis). У південній півкулі найпівденніше зустрічається новозеландський богомол Orthodera novaezealandiae. Також декілька видів богомолів населяє гірський пояс з суворим кліматом на висоті понад 2000 м над рівнем моря. Зокрема це представники родів  Arria, Odontomantis, Phyllothelys, Didymocorypha libaii на висоті 2500 м у горах Китаю, Pseudopogonogaster hebardi з Еквадору, виявлений на висоті 3500 м, Armene breviptera з Таджикистану описаний з гір Паміру висотою 2300-2700 м, а його оотеку знайдено на 3700 м, за винятком короткокрилого гірського виду A. breviptera.
Найдрібніший з відомих богомол — Mantoida tenuis із південноамериканського тропічного лісу, довжиною до 1 см, найбільший — Ischnomantis gigas із саван Західної Африки, самиця якого досягає 17 см у довжину. Великі богомоли вагою близько 5 г належать до родів Macromantis (Америка) та Plistospilota (Африка).

### Біогеографія
Фауна богомолів Європи є відносно бідною за видовим складом, відомо близько 40 видів богомолів, які належать до 8 родин та 17 родів. Зокрема, у фауні України відомо 7 видів із трьох родин. Серед них найпоширеніший богомол звичайний (Mantis religiosa), що мешкає в степу, лісостепу, рідше в зоні лісів. Небагато богомолів у Північній Америці на північ від Мексики  — близько 20 видів, з яких 5 — інтродуценти з інших країн.
Багатими на види богомолів є тропічні зони Азії, Африки, Південної Америки, Австралії.
На початку XXI століття через кліматичні зміни та зміцнення транспортних зв'язків між країнами світу спостерігається поширення деяких видів богомолів за межі первинних ареалів, зокрема богомола звичайного, Sphodromantis viridis, деревного богомола закавказького тощо.

### Охорона різноманіття

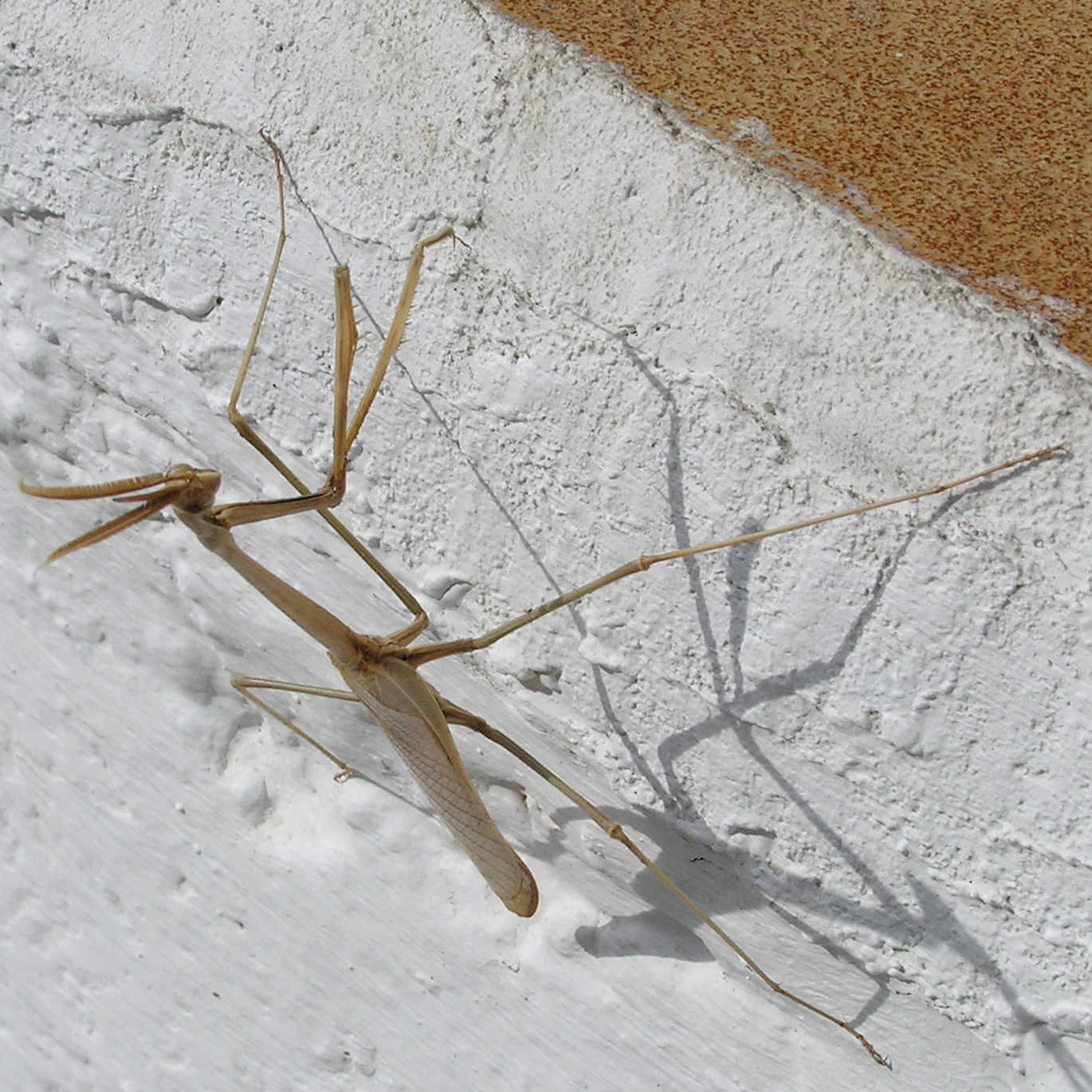
Hypsicorypha gracilis, внесений до Червоного списку МСОП богомол (категорія «в найменшій небезпеці»)

Станом на 2014 рік Міжнародний союз охорони природи з більш як 2400 видів богомолів визнавав загрозливим лише стан богомола Ameles fasciipennis із центральної Італії, а також до Червоного списку МСОП був внесений піренейський ендемік Apteromantis aptera, але в найменш загрозливому статусі (LC).
Проте вже з 2016 року в переліку МСОП перебувають 13 видів богомолів. Зокрема богомол звичайний, Polyspilota seychelliana, Blepharopsis mendica, Hypsicorypha gracilis позначені в «найменш загрозливому» статусі, вразливими є Pseudoyersinia subaptera, Ameles gracilis та Ameles limbata, на межі зникнення перебуває канарський ендемік Pseudoyersinia canariensis, для Pseudoyersinia pilipes, Pseudoyersinia teydeana і Pseudoyersinia betancuriae даних недостатньо. У 2021 році до переліку внесено майже 40 видів, переважно європейських.
У багатьох європейських країнах окремі види богомолів охороняються на національному рівні. Зокрема вид Pseudoyersinia brevipennis є ендеміком Франції, відомий за поодинокими знахідками в департаменті Вар на півдні країни, а з 2003 року вважається зниклим у країні. Apteromantis aptera охороняється в Іспанії та в ЄС згідно з Директивою ЄС 92/43/EEC та Додатком 2 Бернської конвенції.
До Червоної книги України занесено 4 із 7 видів богомолів країни: боліварія короткокрила, ірис плямистий, емпуза піщана та емпуза смугаста. У Молдові з трьох видів богомолів до Червоної книги 2001 року видання був занесений богомол звичайний, а боліварія короткокрила та Ameles decolor — до видання 2015 року, натомість богомол звичайний був виключений.

## Богомоли в культурі

### Богомоли в стародавній культурі

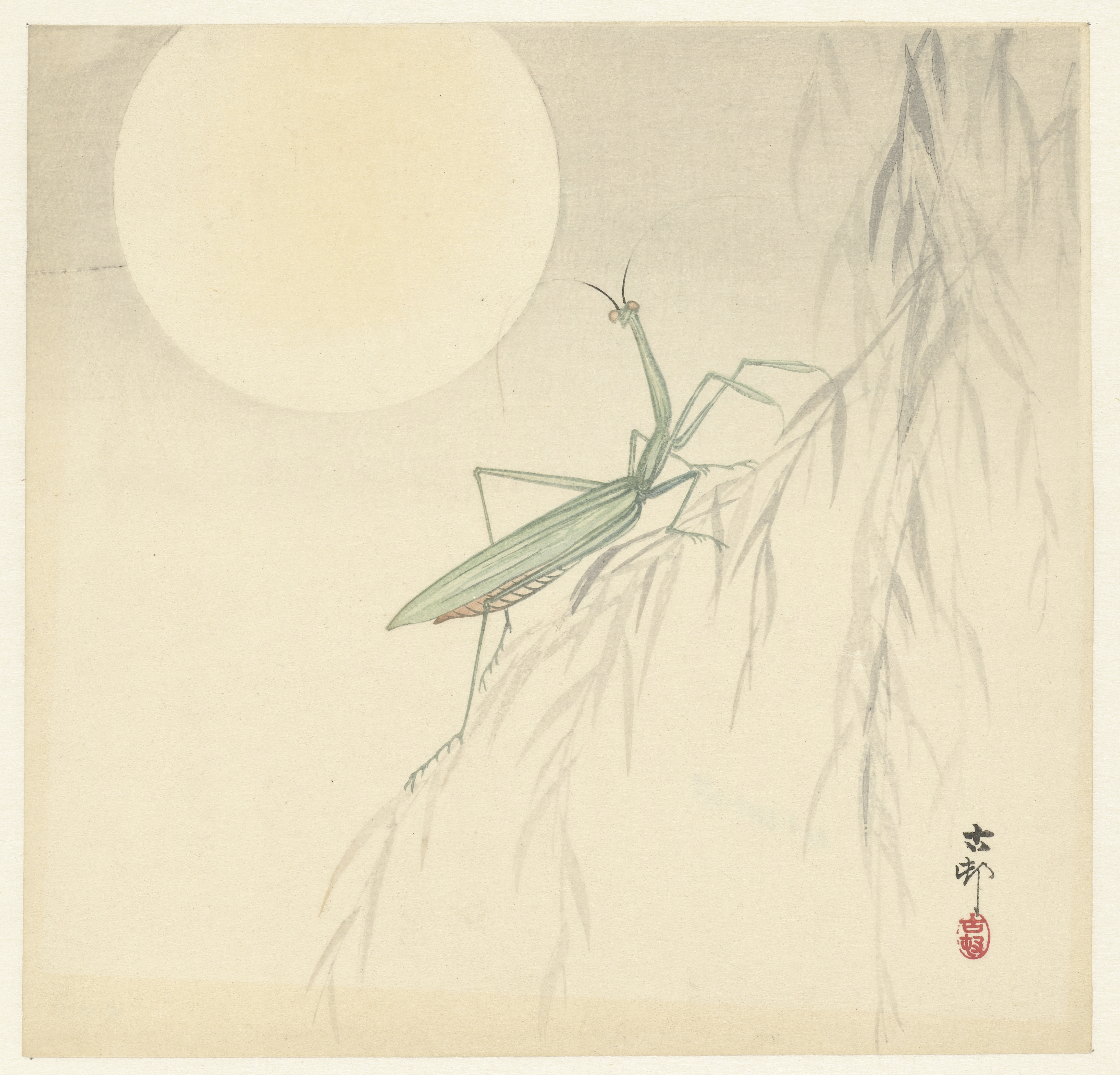
Богомол на малюнку японського художника Охари Косона, виконаному в традиційному японському стилі

Люди здавна спостерігали за богомолами. Найдавніше відоме зображення богомола, ймовірно з роду Empusa, зроблене на камені охрою між 40 і 4 тисячами років тому, знайдене в провінції Марказі в центральному Ірані. У єгипетських міфах богомол був малим божеством, «птахомухою», що перевозило душі померлих до потойбічного світу. Богомоли згадуються у Книзі мертвих часів XVIII династії (1555—1350 до н. е.). В ассирійському шумеро-акадському словнику з бібліотеки царя Ашшурбаніпала (669—626 р. до н. е.) є шумерські назви богомолів, що приблизно перекладаються як «коник-некромант» і «коник-віщун». У європейських мовах назва цих комах пов'язувалася з молитвами, набожністю, покірністю до Бога. Лише в мальтійській мові назва богомолів перекладається як «створіння диявола». У китайському фольклорі, навпаки, богомол був символом сили, сміливості та зухвалості. Китайське прислів'я каже, що хоча богомол не зупинить віз, він достатньо нахабний, щоб спробувати. Китайці з давніх часів влаштовували двобої богомолів та цвіркунів. Також у Китаї сформувався один із найвідоміших стилів ушу — танланцюань (стиль богомола або «кулак богомола»).
У міфах бушменів богомол — один із творців світу. Також Місяць описується як черевик богомола, який той закинув на небо. Крім того, за іншим міфом богомол створив антилопу канну та оживляє її кожен раз, коли та гине.
У давньогрецькій літературі поширене слово «мантіс», але воно має первинне значення — свята людина, віщун. Лише в давньогрецького поета Теокріта з'являється метафора тендітної руки коханої жінки як хижої ноги богомола. Із давньогрецьких часів і до XVII сторіччя в Європі побутувало повір'я, що богомоли здатні показати мандрівнику, який заблукав, шлях додому.

### Богомоли в мистецтві

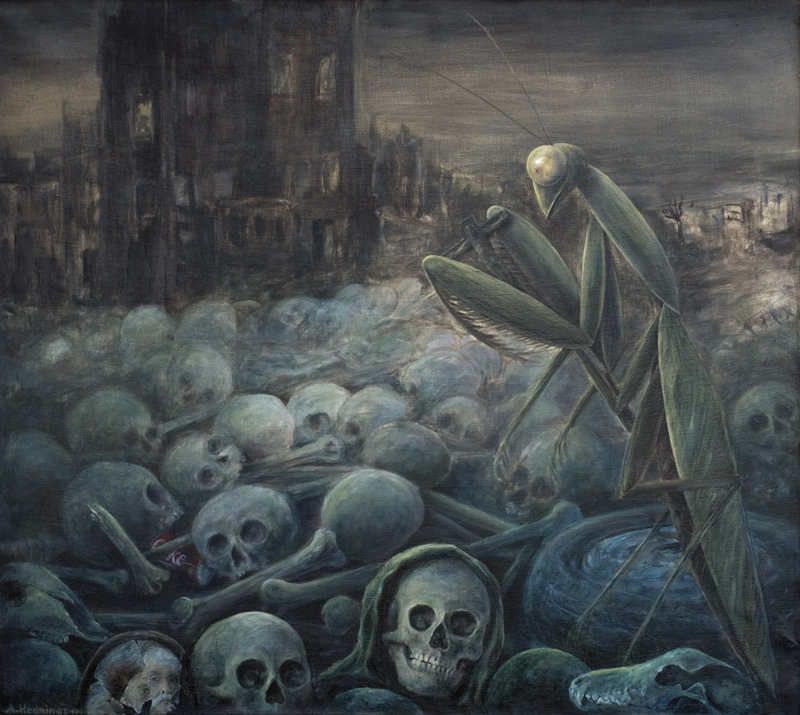
Картина «Запитання богомола» німецького художника 2-ї половини XX століття Альфреда Геннінгса

Інтерес до богомолів у європейському та американському мистецтві розвинувся в 1920-ті — 1930-ті роки. Зокрема американський поет Луїс Зуковскі написав у 1930-ті роки вірші «Богомол» та «Богомол. Інтерпретація», у яких критики бачать ознаки імажизму, марксизму та формалізму. А есе «Богомол» французького письменника та філософа Роже Каюа, яке вийшло в журналі «Мінотавр» 1934 року, вплинуло на творчість багатьох сюрреалістів. Андре Бретон та Поль Елюар тримали богомолів удома та спостерігали за їхньою поведінкою, особливо за паруванням, надаючи самиці богомола символічного значення жінки-кастраторки. Сальвадор Далі вважав жінку на картині «Анжелюс» пензля Жана-Франсуа Мілле уособленням богомола й наслідував цю картину на власному полотні «Атавізми сутінок». Далі ніколи не малював богомолів (хоча й брав участь у спостереженні за ними в Елюара), але натомість на його полотнах є чимало коників, яких критики асоціюють із богомолами, символами небезпечної жінки та страху кастрації.
Ідею поєднання кохання й смерті розвивав філософ Жорж Батай, який суттєво вплинув на роботи художника Андре Массона. Массон переїхав до Іспанії, де часто зустрічав богомолів у природному середовищі, й написав чимало полотен, присвячених цим комахам, зокрема «Літній дивертисмент», де відбувається оргія за участі богомолів. Також сюрреалістів приваблювала здатність богомолів до маскування, зокрема на картині Макса Ернста «Радість життя» серед зелені приховані дві комахи.
Опис богомолів зустрічається також у природознавчій та фантастичній літературі. У романі Джеральда Даррелла 1955 року «Моя родина та інші звірі» зображується бій між улюбленцями хлопчика: самицею богомола Сесілією та геконом Джеронімо. В оповіданні Віктора Пелевіна «Зал співочих каріатид» (рос. «Зал поющих кариатид») зі збірки 2008 року «П5» головній героїні Олені під дією екстракту з богомолів «Мантіс-Б» ввижається дух самиці богомола, який пояснює їй сутність буття. У кінці оповідання Олена зливається з уявною самицею богомола та намагається з'їсти чоловіка під час статевого акту.

### Богомоли в кіно та відеоіграх

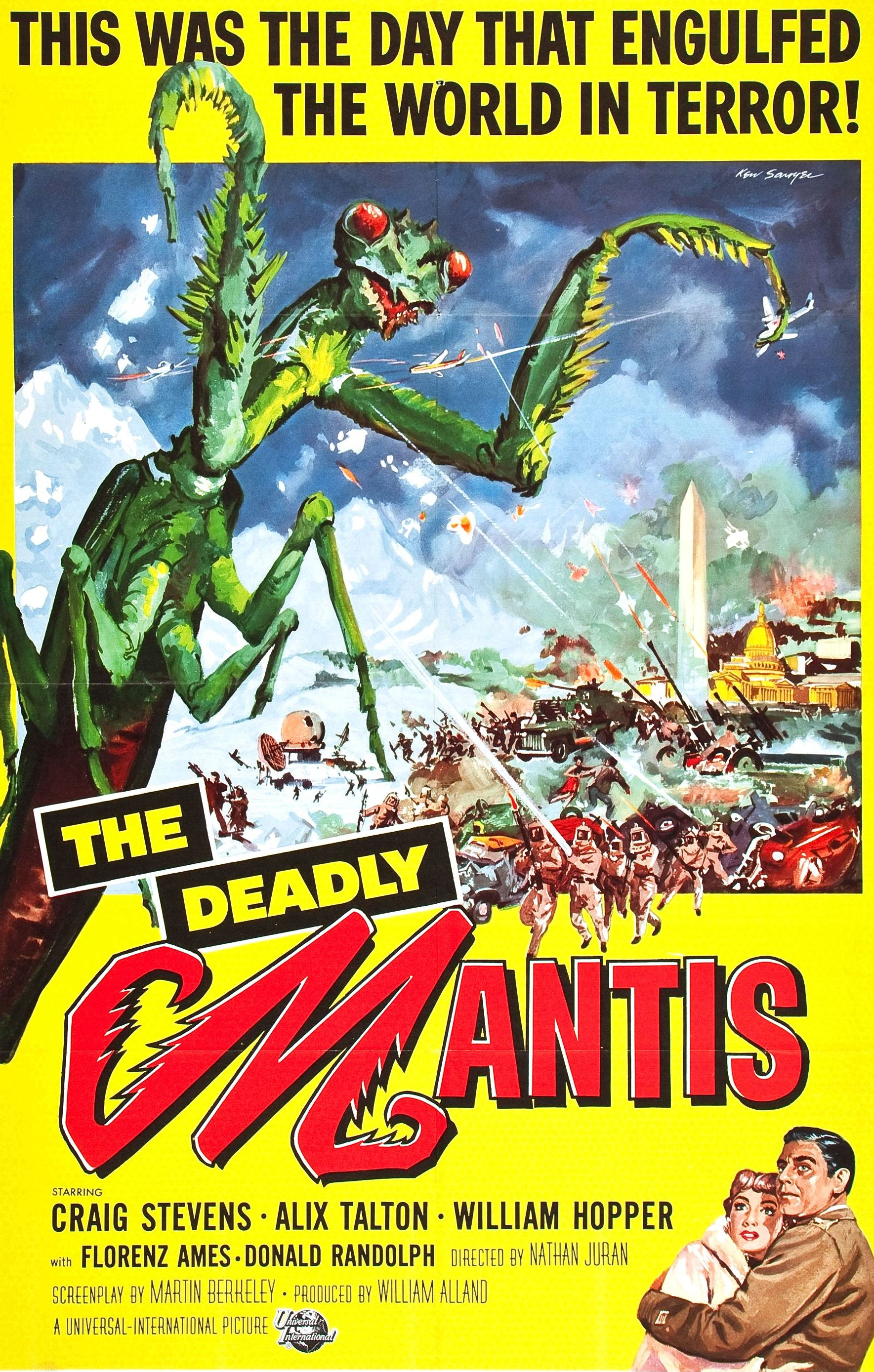
Афіша фільму «Смертельний богомол» (1957, США)

Богомоли також є персонажами кількох фільмів. У фантастичній кінострічці 1957 року «Смертельний богомол» внаслідок глобального потепління тане крига на Північному полюсі, вивільнюючи 65-метрового богомола, який загрожує знищити людство. Герої стрічки вбивають фантастичне чудовисько. Таку ж назву в перекладі має китайський бойовик 1978 року, але там слово «богомол» вживається в метафоричному значенні потужного та кмітливого вояка. Як і в художньому мистецтві та в літературі, богомол у кіно часто виступає символом небезпечної жінки, зокрема у французькому серіалі «Богомол» 2017 року мова йде про жінку-вбивцю. У фільмі «Ґодзілла: Фінальні війни» 2004 року гігантський богомол Камакурас є монстром, який нападає на Париж. Богомолиця є супергероїнею коміксів компанії Marvel Comics.
Серед анімаційних фільмів богомол є одним із героїв-майстрів кунг-фу в мультфільмі «Панда Кунг-Фу», де виступає позитивним персонажем. Натомість у аніме-серіалі «Бджілка Мая» 1975—1979 років богомол є небезпечним хижаком, від якого рятуються головні герої в 13-му епізоді першого сезону. У заснованому на серіалі мультфільмі «Бджілка Мая:Медові змагання» 2018 року богомол виглядає цілком миролюбним.
У відеоіграх богомолам найчастіше відводиться роль монстрів, яких гравцю потрібно перемогти чи знищити. У грі «God of War: Ascension» антагоністом є напівлюдина-напівбогомол на ім'я Емпуза, а в грі «Turok 2: Seeds of Evil» представлені евсоціальні монстри-богомоли.

### Богомоли в нумізматиці та філателії
Перша монета із зображенням богомола відома із Сицилії, близько 420 року до н. е. На пам'ятних монетах у 50 та 500 казахстанських теньге 2012 року зображено місцевий вид Hierodula tenuidentata. Цікаво, що богомоли зображені з обох боків монет. Богомола звичайного зображено на польській монеті 2011 року та 10 срібних канадських доларах 2012 року. Інший вид богомолів зображено на монеті в 1 австралійський долар 2010 року. В Україні 2019 року Банкнотно-монетним двором Національного банку випущений монетоподібний жетон «злотник», на якому зображений ірис плямистий.
Стилізоване зображення богомола з розправленими крилами наявне на банкноті в 25 суринамських гульденів 2000 року випуску.
У філателії в 1948—2018 роках відомо принаймні 136 марок, що зображують близько 30 видів богомолів, що належать до 23 родів. Богомол звичайний є найпопулярнішим об'єктом ентомофілателії, його зображено на 49 марках 38 країн, зокрема Молдови, Таджикистану, України. Натомість 13 іншим видам богомолів присвячено лише по одній марці кожному. Частина богомолів з родів Acontista, Creobroter, Choeradodis, Empusa, Polyspilota, Pseudocreobotra, Sphodromantis, Stagmomantis промальовані нечітко, що не дозволяє віднести їх до конкретного виду через недостатню представленість деталей морфології. Низка марок несуть помилки в наукових назвах комах. Найбільше марок — 6 видань — із зображеннями богомолів випустили Сент-Вінсент і Гренадини.
Інші богомоли є на марках Камбоджі, Гани, Ботсвани, Австралії, Чилі, Малайзії, Індонезії та інших країн.

### Утримання богомолів у неволі

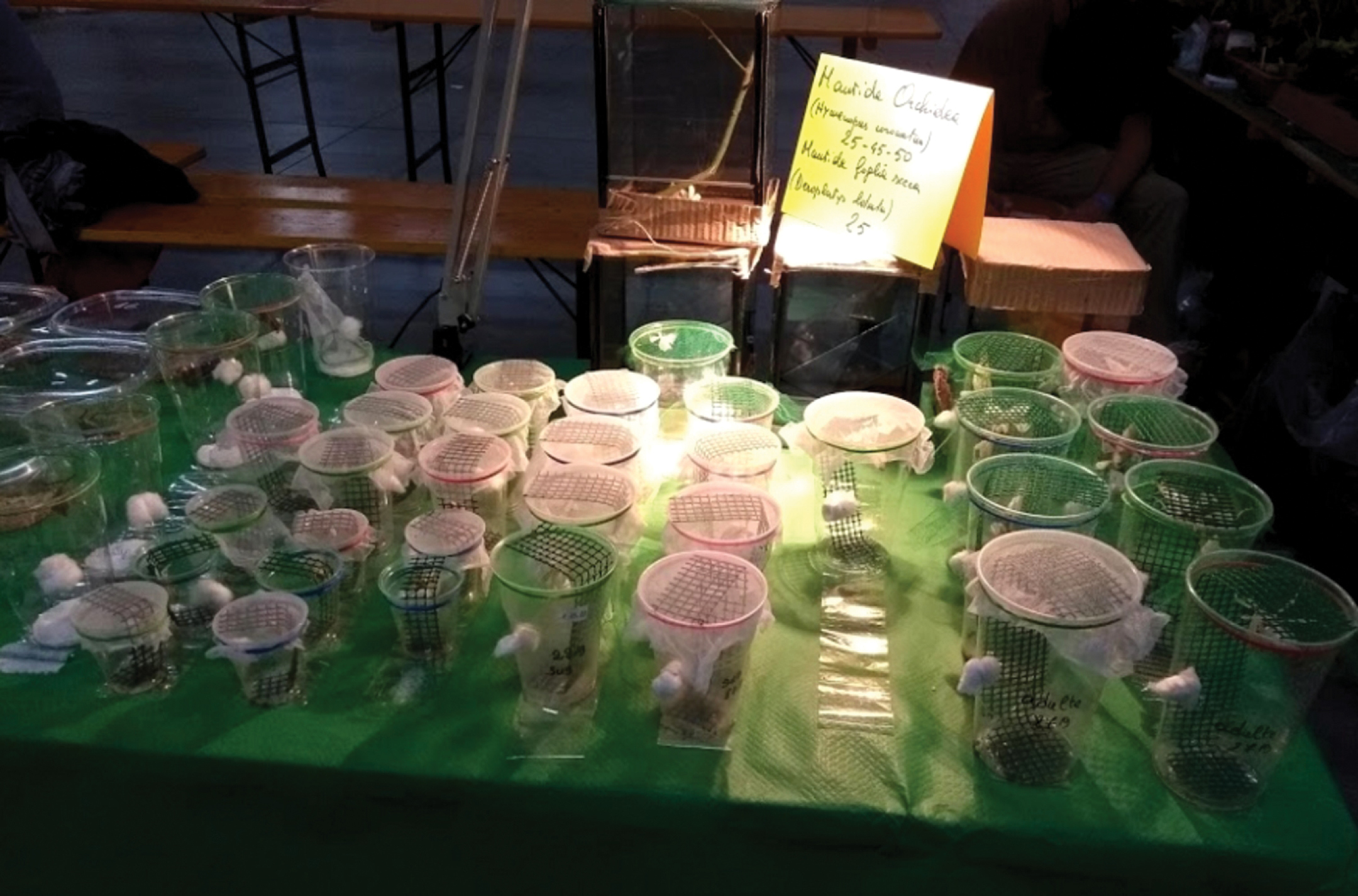
Богомоли на ринку екзотичних тварин в Італії

Богомолів тримають як домашніх тварин для насолоди та спостережень ще від часів Давнього Китаю. Любителі тераріумів утримують переважно великі тропічні види з оригінальним забарвленням або екстравагантною морфологією, виростами, «рогами» тощо. Ринок богомолів мало досліджений, хоча активно зростає на початку XXI століття. У неволі як домашніх улюбленців розводять представників 80 родів, найбільш звичайними та привабливими для тераріумістів є богомоли з родів Hierodula (23 % ринку згідно з дослідженням 2022 року), Phyllocrania (21 % ринку), Creobroter (14 %), Sphodromantis (12 %), Mantis (12 %) та Hymenopus (11 %), натомість на інші роди приходиться 7 % продажів. Середня ціна за богомола станом на 2018 рік становила від 8 до 25 доларів США.
Богомолів тримають у лабораторних умовах і з науковою метою. Для цього їх розводять у великих банках чи тераріумах, причому молодих німф можна тримати разом, поки вони дрібні та одного розміру. Їх годують мухами, тарганами, цвіркунами. Одні види розмножуються в неволі краще за інших. Зокрема до лабораторного утримання рекомендують види Hierodula bipapilla, Sphodromantis viridis, Iris oratoria, представників родів Miomantis, Parasphendale, Stagmomantis. Натомість розмноження богомолів з роду Deroplatys, богомола звичайного, богомольчика Гельдрейха, Hymenopus coronatus та інших є досить ускладненим.

## Наукові дослідження
Перший відомий опис богомола в європейській науці належить італійському лікарю та натуралісту Антоніо Валліснері, який 1715 року видав дослідження морфології, оотеки та життєвого циклу богомола звичайного, якого він назвав «павуко-коник» (італ. Ragno-Locusta). Рід Mantis виділив ще Карл Лінней 1758 року та відніс туди найбільш поширених у Західній Європі богомолів: богомола звичайного та Iris oratoria. У середині XIX століття чимало видів богомолів описав французький ентомолог Александр Луї Лефевр. Багато відомостей про поведінку європейських богомолів, зокрема про статевий канібалізм у богомола звичайного, зібрав французький ентомолог Жан Анрі Фабр. Інший французький дослідник Люсьєн Шопар описав чимало видів богомолів із середземноморського регіону. Швейцарець Анрі Соссюр вивчав богомолів Центральної та Південної Америки, а італійський зоолог Ерманно Джильйо-Тос на початку XX століття заклав основи сучасної систематики богомолів. Велику роботу з вивчення світової фауни богомолів у середині XX століття здійснили австрійські ентомологи Альфред Калтенбах і Макс Беєр. На початку XXI століття богомолів досліджує небагато ентомологів, серед них Райнхард Ернманн, Роже Руа, Франческо Ломбардо тощо.

Дослідники богомолів
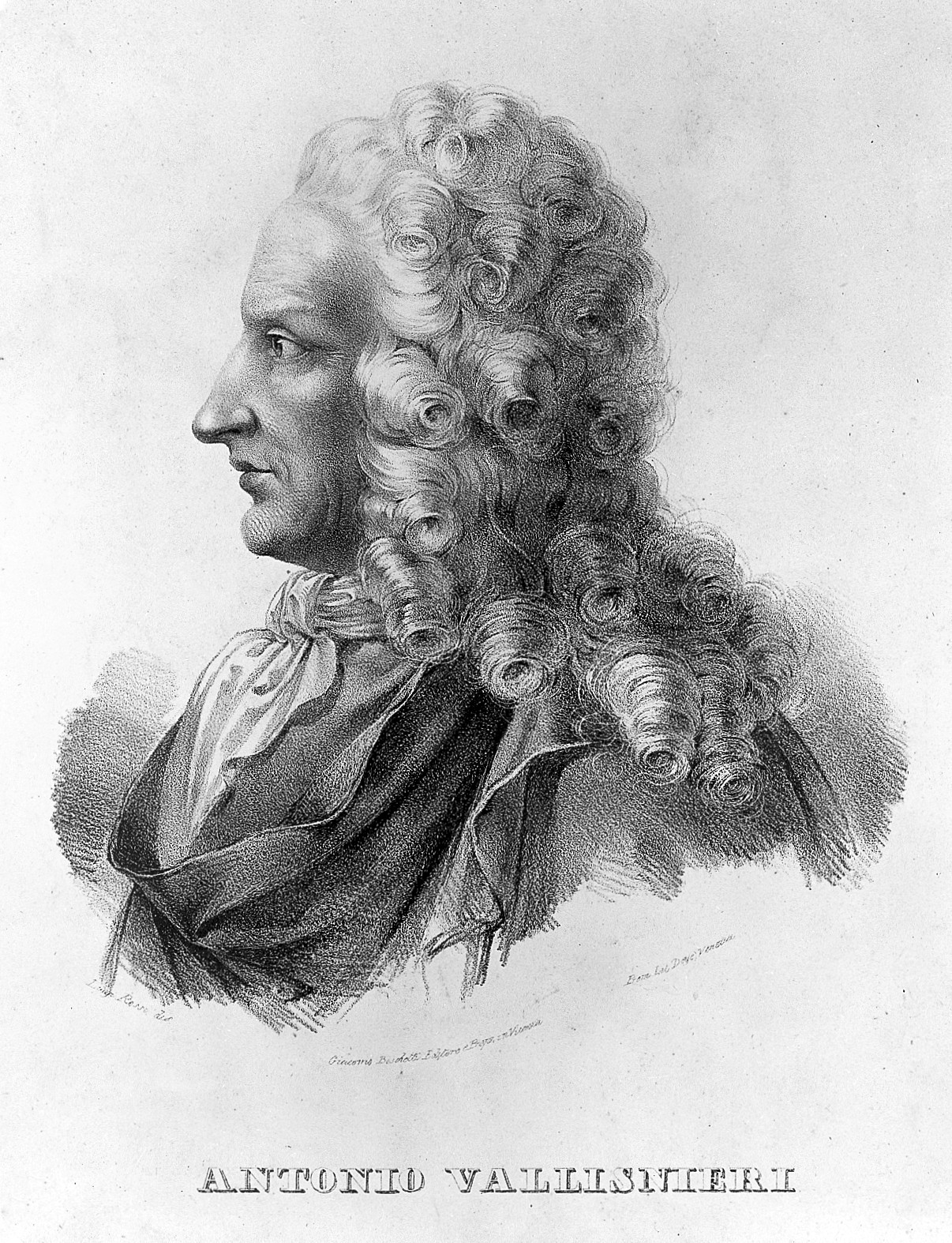
Антоніо Валліснері (1661—1730)
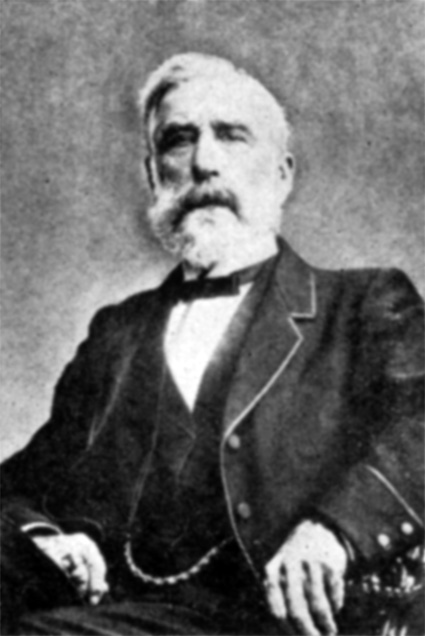
Анрі Соссюр (1829—1905)
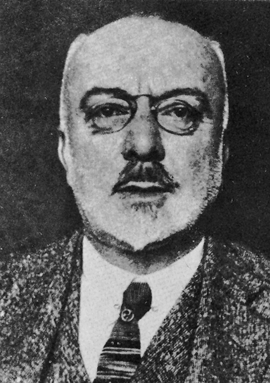
Ерманно Джильйо-Тос (1865—1926)
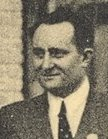
Люсьєн Шопар (1885—1971)